# Cherish
«Cherish» es una canción interpretada por la cantante estadounidense Madonna, incluida en su cuarto álbum de estudio, Like a Prayer (1989). Fue compuesta y producida por Madonna y Patrick Leonard, quien la convenció de crear canciones para el álbum que representaran experiencias emocionales. La cantante se encontraba de buen humor cuando escribió la letra y se inspiró en un estado de ánimo positivo en su vida, que sabía que no duraría mucho. «Cherish» se basa en la tragedia Romeo y Julieta de William Shakespeare, que la artista leía mientras ensayaba para la obra de teatro Speed-the-Plow, así como en la canción del mismo nombre de la banda The Association. La grabación tuvo lugar en los estudios Johnny Yuma Recording, en Burbank, e inició el mismo día que fue compuesta. De hecho, la primera toma vocal que Madonna grabó el día en que compusieron la canción fue la misma que se utilizó en la versión final.
De géneros pop, doo wop y bubblegum pop, es una canción alegre y optimista compuesta al estilo de una balada de los grupos de chicas de los años 1960. Evoca el estilo pop y sunshine pop de esa época, especialmente la obra de bandas clásicas como The Shangri-Las y The Chiffons, así como la música soul producida por Phil Spector. La letra, que ha sido objeto de comentarios y análisis por parte de periodistas y académicos, aborda el amor verdadero y duradero, y describe la devoción y el hecho de tener a su lado a su enamorado, a quien nunca dejaría. Las compañías discográficas Sire y Warner Bros. Records la publicaron el 1 de agosto de 1989 como el tercer sencillo de Like a Prayer en vinilos de siete y doce pulgadas, casete y mini CD. En varios de estos formatos, el lado B fue «Supernatural», una canción compuesta y grabada durante las sesiones del álbum, pero que finalmente no formó parte del material.
En términos generales, «Cherish» obtuvo reseñas favorables de críticos y periodistas musicales, quienes resaltaron varios aspectos como la composición, la producción, el tono optimista, la interpretación vocal de Madonna y el atractivo comercial de la canción, además de considerarla una de las más destacadas de Like a Prayer. No obstante, las comparaciones con el anterior sencillo de la cantante, «True Blue» (1986), fueron una constante entre varios autores. Desde el punto de vista comercial, alcanzó el primer lugar en Canadá y se ubicó entre los cinco primeros en Australia, Ecuador, Irlanda, Italia, Nueva Zelanda, Paraguay, Portugal y el Reino Unido. En los Estados Unidos, ocupó la segunda posición en la lista Billboard Hot 100, siendo el decimosexto top cinco consecutivo de Madonna, con lo cual logró la racha más larga de éxitos sucesivos entre los cinco primeros, hazaña que figuró en el Libro Guinness de los récords, y superó el récord que hasta ese momento mantenía The Beatles.
El videoclip se rodó en la playa Paradise Cove de Malibú bajo la dirección del fotógrafo estadounidense y amigo de Madonna, Herb Ritts. Filmado en blanco y negro, presenta a tres modelos personificados como tritones o «sirenos». El concepto de Madonna era incluir un cambio de roles, en el que los tritones fueran representados como los objetos de deseo. La trama es simple y evoca una fantasía en la que la cantante juega en las olas y baila en la arena con un niño, mientras los modelos nadan y retozan en el océano. El vídeo recibió elogios tanto por su naturaleza fantasiosa y alegre como por la cinematografía de Ritts, y se lo considera uno de los más destacados y memorables de la cantante. Además, atrajo análisis y comentarios de académicos y periodistas, quienes compararon la faceta simple del videoclip con la de los anteriores sencillos del álbum y discutieron la alusión al cuento La Sirenita, de Hans Christian Andersen. Otros temas analizados incluyen la representación de los tritones y referencias a otros tópicos como roles de género, sexualidad y homoerotismo.
Madonna interpretó la canción únicamente en la gira Blond Ambition World Tour (1990), en donde formó parte del tercer segmento del espectáculo. La actuación consistió en una recreación del videoclip; en este sentido, la cantante se acompañaba de tres bailarines personificados como tritones agrupados en torno a una gran arpa. La presentación obtuvo comentarios favorables y la crítica observó que el número simbolizó una redefinición de los roles de género y un cambio en las ideas preconcebidas sobre la sexualidad humana. Tras su lanzamiento, artistas de distintas nacionalidades grabaron una versión de «Cherish», tales como los brasileños Renato Russo, Sylvio de Oliveira y Marianna Leporace, la japonesa Lisa y las bandas filipinas The Serenadas y MYMP, así como el reparto de la serie de televisión estadounidense Glee. Muchas de estas versiones diferían en sonidos y géneros musicales, como el bossa nova, funk, samba, indie rock y glam metal.

## Antecedentes
Cuando Madonna empezó a trabajar en su cuarto álbum de estudio, Like a Prayer, se encontraba en un estado muy emocional a raíz de varios problemas profesionales y personales, como las reseñas desfavorables de sus últimas películas Shanghai Surprise (1986) y Who's That Girl (1987), su divorcio con el actor Sean Penn y el hecho de haber cumplido treinta años, la misma edad que tenía su madre cuando falleció. Sumado a ello, su actuación en la producción de Boradway Speed-the-Plow también había obtenido comentarios negativos, lo que le generó más frustración y depresión, y la educación católica que recibió de joven influyó en su estado de ánimo y en las canciones del disco. En palabras de la periodista y biógrafa Lucy O'Brien: «Encontró en el nuevo álbum un foco para la locura de su divorcio. [...] Hacer el disco fue su salvación».
Madonna llegó a la conclusión de que era momento de alejarse del mercado adolescente y atraer un público más adulto para lograr longevidad dentro de la industria discográfica. Además, su objetivo era que su nuevo sonido fuera calculador —más que instintivo— e indicativo de lo que estaba de moda. Sabía que su nuevo trabajo debía ser «vibrante, desafiante y diferente» y quería que sus fanáticos «pensaran». Con ese fin, comenzó a desarrollar temas que hasta entonces habían sido meditaciones personales que nunca compartió con el público de manera tan abierta y directa. Recordó: «¿Qué era lo que quería decir? Quería que el álbum hablara de cosas que tenía en mente. Fue un momento complejo en mi vida». La cantante leyó detenidamente sus diarios y apuntes personales y comenzó a considerar opciones. Para el álbum, trabajó con los productores Patrick Leonard y Stephen Bray, sus principales colaboradores creativos, quienes coprodujeron su anterior álbum de estudio, True Blue.

## Desarrollo

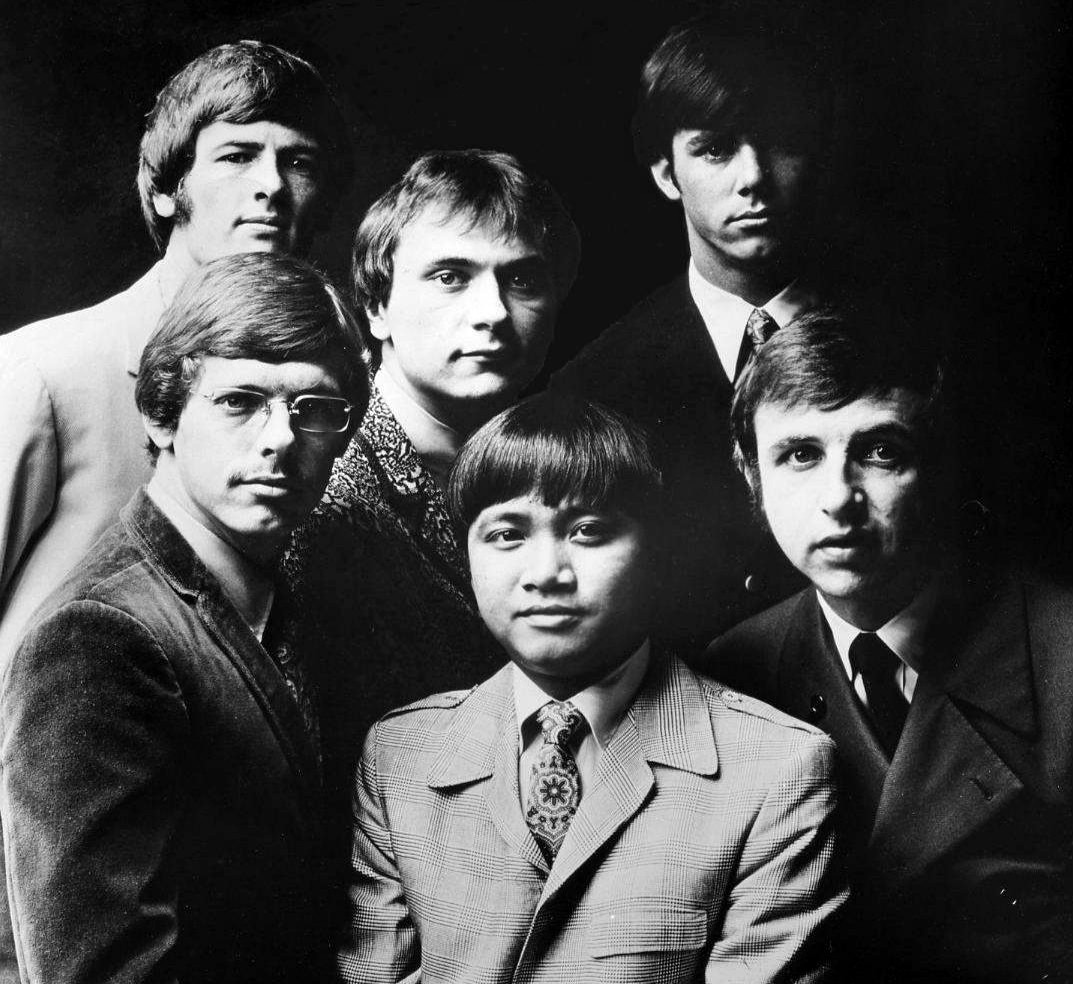
«Cherish» está inspirada en la canción del mismo nombre de 1966 de la banda estadounidense The Association.

Mientras Madonna consideraba sus alternativas, los productores individualmente creaban pistas instrumentales e ideas musicales para presentárselas. La relación entre Madonna y Leonard había sido estrecha y productiva, y este último la convenció de crear canciones que fueran experiencias «intensamente emocionales». De esta manera, él componía la música durante las mañanas, en tanto que Madonna buscaba inspiración de sus experiencias recientes y trabajaba en las letras por las tardes. De las once canciones del disco, ocho fueron compuestas y producidas en conjunto con Leonard, entre ellas «Cherish», «Spanish Eyes», «Till Death Do Us Part», «Dear Jessie», «Promise to Try» y «Like a Prayer», que crearon en menos de dos semanas, una al día.
La cantante se encontraba de buen humor cuando escribió la letra de «Cherish», que fue poco antes de que se trasladara a Nueva York para actuar en Speed-the-Plow. En una entrevista con la actriz Carrie Fisher para la revista Rolling Stone, expresó que la canción surgió de un lugar «puro» y que la escribió «en un estado de ánimo súper hiperpositivo que sabía que no iba a durar». Leonard, que adoptó un enfoque más melódico en «Cherish», declaró que el proceso de composición tomaba unas pocas horas y «ya estaba hecha». En un principio, no iba a incluirse en el álbum porque Madonna creía que su tono alegre y optimista no encajaba con el resto del material, aunque al poco tiempo cambió de opinión.
«Cherish» está inspirada en la tragedia Romeo y Julieta de William Shakespeare, que Madonna leía mientras ensayaba para la obra de teatro, así como en la canción del mismo nombre de la banda The Association. Fue el propio Leonard quien añadió a la letra el verso Cherish is the word I use («Aprecio es la palabra que utilizo») en un «guiño» al tema de The Association, que iniciaba y terminaba con la frase completa to describe all the feeling that I have hiding here for you inside («para describir todo el sentimiento que tengo escondido aquí dentro para ti»). Años después, en diálogo con Rolling Stone, Madonna declaró que había sido una de las canciones más «tontas» que compuso, pero que le sorprendió el éxito que obtuvo.

## Grabación
Junto con el resto de las canciones de Like a Prayer, la grabación de «Cherish» tuvo lugar entre septiembre de 1988 a enero de 1989 en los estudios Johnny Yuma de Burbank (Los Ángeles). Bajo la producción de Madonna y Leonard, la ingeniería y mezcla estuvieron a cargo de Bill Bottrell en los Smoke Tree Studios (Chatsworth), y Bob Ludwig fue el responsable de la masterización en Masterdisk (Nueva York). La grabación inició el mismo día en que fue compuesta; en este sentido, la versión inicial incluía solo la voz principal de Madonna y algunos acompañamientos, sin músicos en vivo ni coros o instrumentos. Ambos profundizaron el trabajo a partir de esta primera versión y luego añadieron un solo de armónica en el puente y un break a capela hacia el final. Según Leonard, la primera toma vocal que Madonna grabó el día en que compusieron la canción fue la misma que se utilizó en la versión final, una práctica habitual que aprendieron cuando grabaron True Blue. Comentó: «Ni siquiera modificábamos la voz principal. Yo ponía la pista, ella cantaba y estaba hecho. Eso era todo. Aprendimos de eso. La idea de una sesión vocal ritualista no tiene sentido». Jeff Porcaro, quien colaboró en otras canciones del álbum, tocó la batería y aportó un shuffle descrito como el «elemento vital» de «Cherish».
Donna De Lory y Niki Haris, las coristas de Madonna que habían participado en el Who's That Girl World Tour de 1987, colaboraron en la grabación de «Cherish». La buena relación que mantuvieron en la gira se trasladó al estudio; Haris comentó que, más que «embellecer» su sonido, lo que se intentó fue «enriquecerlo», mientras que De Lory declaró que habían trabajado hasta que «estábamos realmente sincronizadas». Además, señaló que «Madonna sabía exactamente lo que quería y cómo desglosarlo». La cantante y compositora Marilyn Martin también fue corista en esta canción. En ese momento, se encontraba trabajando con Leonard cuando este le sugirió que se uniera a las otras chicas en el estudio: «Fue divertido e interesante conocer a Madonna. Es una persona con fuerte personalidad. Fue maravilloso». A finales de julio de 2019, Leonard subió a su cuenta oficial de YouTube varias maquetas de Like a Prayer, entre ellas una de «Cherish», en un intento de frustrar una subasta no autorizada por la cantante con objetos personales, entre los que se encontraba un casete con las primeras versiones de la canción, grabada el día en que fue compuesta.

### Lado B
Durante las sesiones de Like a Prayer, Madonna y Leonard compusieron y grabaron otro tema que en un principio estaba destinado a formar parte del álbum, pero finalmente quedó descartado. Titulado «Supernatural», se añadió como lado B de «Cherish» cuando este último salió a la venta como sencillo mundialmente. Una canción de amor, incluye elementos de R&B y es una historia irónica que se centra en un amante «fantasma que se acuesta con Madonna». En una entrevista con la revista australiana Smash Hits, Leonard explicó que era «casi una canción novedad» y que la letra trataba sobre «acostarse con alguien que está muerto en un sentido espiritual, de acostarse con un fantasma. Es una melodía funk muy rara, con un ritmo muy extraño». El tema presenta unos segundos de guitarra eléctrica distorsionada al inicio y algunos toques melódicos «extraños», mientras que el ritmo está ambientado al estilo de «Into the Groove» (1985), con el habitual bajo sintetizado y la caja de ritmos. Además, el estribillo tiene un gancho vocal múltiple y la cantante agrega algunas frases habladas. A medida que la canción va disminuyendo su volumen, se oye un efecto conocido como «reverberación inversa» que hace que las voces suenen «espeluznantes».

## Composición

### Música
De géneros pop, doo wop y bubblegum pop, «Cherish» es una canción alegre y optimista, compuesta al estilo de una balada de los grupos de chicas de los años 1960, la música que solía escuchar Madonna cuando era niña. En efecto, evoca el estilo pop y sunshine pop de los años 1960, especialmente el «espíritu» de bandas clásicas como The Shangri-Las y The Chiffons, así como la música soul de esa época producida por Phil Spector. Según la partitura publicada en Musicnotes por Alfred Publishing Co. Inc., se establece en un compás de 4/4 con un tempo «moderadamente rápido» de 130 pulsaciones por minuto. Está compuesta en la tonalidad de re mayor y el registro vocal de Madonna se extiende desde las notas la3 a re5. Sigue una progresión armónica de sol-re-re-sol-re-re-mi menor7-re-re en la introducción y luego cambia a re-do-mi menor7-sol-re-sol-la-re-fa sostenido en las estrofas.
La melodía «envuelve» el sonido característico de los grupos de chicas en un arreglo pop «moderno y rítmico». Según Dan DeLuca, del Orlando Sentinel, «Chrish» es «digna» de las canciones de Smokey Robinson. El biógrafo J. Randy Taraborrelli observó que, si «Cherish» se hubiera publicado en los años sesenta, «habría emanado de la Motown de Detroit o de la meca de la composición musical neoyorquina, el Brill Building». El autor Andrew Blake observó que Like a Prayer contenía una variedad de influencias musicales; en el caso de «Cherish», señaló que reintroduce la sección de vientos, propia del soul, y la steel guitar, característica de la música country. Otra observación provino de Joe Lynch, de la revista Billboard, quien aseguró que, si bien parecía a primera vista una melodía pop «pegadiza» de los ochenta, su «esencia» radicaba en el doo wop de los cincuenta y en la referencia lírica a The Association. Según J. D. Considine, de Rolling Stone, incluía «sabias referencias» a la música retro-rock.
«Cherish» da comienzo a la cara B de Like a Prayer en las ediciones en vinilo y casete. Incluye una línea de bajo «enérgica» y cuerdas que, según el autor Rikky Rooksby, «esbozan hábilmente los acordes menores». El ritmo del estribillo es considerablemente más rápido del cambio armónico, es decir, hay partes en las que da la sensación de que se produce un acorde por cada nota melódica. El puente tiene un ritmo deslizante que toma impulso con la presencia del solo de armónica, similar a las primeras canciones de Stevie Wonder en Motown de la década de 1960. Hay una breve sección dub, en la que los coros de Madonna se apoyan únicamente de una línea de viento metal, antes de que el sonido de la batería emerge nuevamente. La canción utiliza la secuencia de contramelodías; en el último tramo de los estribillos, se escuchan tres melodías a la vez, de manera que el oyente debe reproducir la pista en reiteradas ocasiones para escuchar las melodías más de una vez. Cerca del final, se produce una inesperada pausa a capela.

### Letra
Descrita como una canción de amor romántica y optimista, la letra de «Cherish» aborda el amor verdadero y duradero, así como describe la devoción y el hecho de tener a su lado a su enamorado, «su destino», a quien nunca dejaría. Además, trata sobre «bajar la guardia y estar listo para un amor real». Según Parke Puterbaugh, de Stereo Review, el tema principal es la «insistencia en la honestidad y el compromiso», que el autor vio reflejado en otras canciones de Like a Prayer. Joey Guerra, del Houston Chronicle, la consideró una «dulce oda al amor juvenil», y Maura Johnston, de Pitchfork, «una declaración de devoción muy suave». Rikky Rooksby observó que la letra refiere al «amor en persecución» y enfatiza el heroísmo, con obstáculos por superar. Además, señaló que forma parte de un grupo de canciones de la música popular en el que «se forma la intención de buscar el amor y de hacerse notar».
La narradora inicia cantando So tired of broken hearts and losing at this game / Before I start this dance / I take a chance in telling you / I want more than just romance («Tan cansada de corazones rotos y de perder en este juego / Antes de comenzar este baile, me arriesgo a decirte que quiero más que solo romance»). Según el escritor Robert Matthew-Walker, en principio estos versos dan la sensación de que se trata de «otro escrito autobiográfico deprimente», aunque la narradora canta sobre un «amor nuevo», uno especial al cual «apreciar». También afirma su necesidad por «dos corazones que sangren en ardiente amor» (two hearts that bleed in burning love). En la misma línea de los cuentos de hadas, suplica a Cupido para que le proporcione una «buena pareja», y compara la relación con el objeto de su afecto con la de Romeo y Julieta, al afirmar que las complejidades de su romance son mayores que las de los personajes de la tragedia de Shakespeare. Esto se refleja en los pareados Romeo and Juliet / They never felt this way I bet («Apuesto a que Romeo y Julieta nunca se sintieron de esta manera») y You are my destiny, I can't let go, baby, can't you see («Eres mi destino, no puedo dejarte ir, cariño, ¿no lo ves?»). En otros versos, expresa su «gratitud» hacia su interés romántico por «hacerla sentir bien» (You got the power to make me feel good) y le agradece en Cherish the thought of always having you here by my side («Aprecio la idea de tenerte aquí a mi lado») y I cherish the joy you keep bringing it into my life («Aprecio la alegría que sigues trayendo a mi vida»).

#### Análisis
La letra ha sido objeto de comentarios y análisis por parte de periodistas y académicos. Para la biógrafa Barbara Victor, trataba sobre su «fallido» matrimonio con Sean Penn, opinión que compartió el autor Francesco Falconi, quien expresó que la cantante «echa atrás sus sufrimientos por el amor perdido (o sea, Sean Penn) rogando al destino que le haga encontrar a la persona adecuada». Jessica Shepherd, de MLive Michigan, admitió que la persona a la que Madonna hace referencia «tuvo que sentirse increíble la primera vez que escuchó» la canción. La profesora Lisa Peñaloza observó que la letra retrataba el «amor romántico», el segundo tema predominante en la obra de la artista después del sexo, y señaló que el romanticismo se reflejaba en muchas de las canciones de sus primeras obras, especialmente en esta. En la misma línea, Jon Pareles, de The New York Times, acentuó que, en letras como «Cherish», el personaje de Madonna estaba «listo para establecerse con su único y verdadero amor ahora que se había divertido, combinando la excitación con la promesa de la virtud». De acuerdo con Wayne Robins, de Newsday, se construye fundamentalmente sobre títulos y frases de canciones pop románticas del pasado. En este aspecto, la primera estrofa se basa en «Cupid» de Sam Cooke, «You Are My Destiny» de Paul Anka y «I Can't Let Go» de The Hollies, mientras que las estrofas siguientes utilizan palabras de temas como «Burning Love» de Elvis Presley, «Two Hearts» de Bruce Springsteen y «Romeo and Juliet» de The Reflections, para terminar citando la línea melódica del título de «Cherish» de The Association.

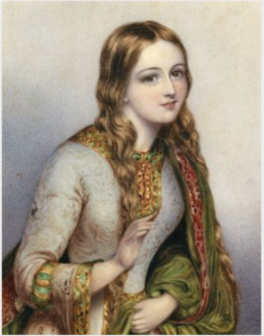
El autor Lou DiBenedetto sostiene que, si bien «Cherish» presenta una imagen de Julieta coherente con la de Shakespeare, Madonna retrata a una mujer «dispuesta a tomar las riendas de sus relaciones».

Sobre la referencia a Romeo y Julieta, Ted Gioia, de Salon, señaló que se basaba en un «simbolismo romántico aún más antiguo, aunque ahora sea trillado y predecible». Para Adam Sexton, editor de Buscando desesperadamente a Madonna (1993), la frase Romeo and Juliet / They never felt this way, I bet eran «dignos de Cole Porter», mientras que para el periodista Gene Sculatti, «The Shirelles y The Chiffons nunca tuvieron el beneficio de un pareado mejor» que ese mismo verso. Stephen M. Buhler, uno de los redactores de Shakespeare After Mass Media (2002), opinó que la narradora, al igual que el personaje de Julieta, alterna entre la «asertividad y la dependencia» y demuestra tanto «autonomía como necesidad», en particular en el verso Who? You! Can't get away, I won't let you («¿Quién? ¡Tú! No puedes escapar, no te dejaré»). Sobre esto último, observó que la canción podía ofrecer una reminiscencia del lenguaje de Julieta, especialmente durante el final de la escena del balcón, y concluyó que «sea o no una alusión intencionada, su intertexto refuerza la idea de que Romeo "no puede escapar" y ella, en efecto, no se lo permitirá».
De manera similar, Lou DiBenedetto, del Washington College Review, observó que «Cherish» presenta una imagen de Julieta coherente con la de Shakespeare, ya que «es tanto necesitada como dominante», aunque Madonna retrata a una mujer «dispuesta a tomar las riendas de sus relaciones y a exigirle a su enamorado». Si bien declara de forma sumisa I can't let you go baby can't you see, canta a continuación: I was never satisfied with casual encounters / I can't hide my need for two hearts that bleed with burning love / That's the way it's got to be / ...So don't underestimate my point of view («Nunca me conformé con encuentros casuales / No puedo ocultar mi necesidad de dos corazones que sangren en ardiente amor / Así es como debe ser / ...Así que no subestimes mi punto de vista»). Al usar a los personajes de la obra como punto de referencia, DiBenedetto señaló que le permite a la artista hacer inferencias sobre la naturaleza de la relación dentro de su canción. Sin embargo, mientras que la relación de Romeo y Julieta termina en tragedia, la cantante los utiliza como modelo para detallar la fidelidad y devoción que están presentes en la relación que se describe en la canción.
Esta última observación fue compartida por Simone Cruickshank, en Shakespeares After Shakespeare (2007), quien sugirió que la relación de la cantante en su canción tiene un «porvenir más radiante que el de los amantes trágicos con los que se compara», aunque la referencia anima a su pareja a no «subestimar [su] punto de vista». Según la autora, al citar a los personajes como ejemplo del «verdadero apego romántico», la intérprete intenta superar ese estándar y convencer al oyente de la magnitud de su amor. Concluyó que el ambiente alegre y el tono optimista contrarrestan las posibles connotaciones oscuras que pudiera tener la alusión a Shakespeare e ilustran la capacidad de Madonna para «conectar con la cultura popular al apropiarse ampliamente de elementos del panorama cultural».

## Publicación
Las compañías Sire y Warner Bros. publicaron «Cherish» como el tercer sencillo del álbum, tras «Like a Prayer» en marzo de 1989 y «Express Yourself» en mayo de ese año. La portada fue tomada por el fotógrafo estadounidense Herb Ritts y el diseño de la funda del disco estuvo a cargo de Jeri Heiden. La primera fecha de publicación ocurrió el 1 de agosto de 1989 en América del Norte, Australia y Europa. En el Reino Unido, su lanzamiento estaba previsto para el 14 de agosto, según la revista Record Mirror, aunque finalmente salió a la venta una semana después. Por su parte, en Japón estuvo disponible el 25 de septiembre.
El vinilo de 7", el casete y un mini CD publicado en Japón incluían en la cara A una versión fade de «Cherish» de cuatro minutos de duración y «Supernatural» como lado B. En Europa, se publicó otro disco de 7" que, en lugar de la versión fade, se añadió la original de cinco minutos. En los Estados Unidos también salió a la venta un vinilo como parte de la edición Back to Back Hits de Sire Records; en esta ocasión, una remezcla de «Express Yourself» reemplazó a «Supernatural» como lado B. Cabe mencionar que fue el último sencillo en vinilo de Madonna que se lanzó con una funda ilustrada en aquel país. El formato de 12" estuvo disponible el 4 de septiembre y contenía en el lado A una mezcla extendida de «Cherish», a cargo del productor inglés James Guthrie y de poco más de seis minutos de duración, así como la versión fade y «Supernatural» en la cara B. También se lanzó de manera promocional en EE. UU. en disco compacto y vinilo de 7"; en ambas ediciones no figuró «Supernatural», sino la versión original y fade de la canción. Por último, salió al mercado otro mini CD lanzado esta vez en Europa.
«Cherish» se incluyó en los grandes éxitos The Immaculate Collection (1990) y Celebration (2009). A finales de 1996, apareció en CD Single Collection, una caja recopilatoria de edición limitada publicada por Warner Music Japan que contenía todos los sencillos de la cantante en formato CD, desde «Burning Up» (1983) hasta «One More Chance» (1996). La versión extendida de la canción figuró en un miniálbum en CD publicado en Australia y Japón en 1993, junto con múltiples remezclas de «Keep It Together», el último sencillo de Like a Prayer. En julio de 2001, formó parte de la caja recopilatoria Immaculate Collection/Something to Remember, que contenía todas las canciones de The Immaculate Collection y la colección de baladas de Madonna, Something to Remember. En marzo de 2019, se incluyó en la edición del trigésimo aniversario de Like a Prayer, junto con «Supernatural». Esta última fue remezclada por el dúo jamaicano Sly and Robbie en un estilo orientado al dancehall, que incorporaba loops y dubs. Su versión apareció en el recopilatorio Red Hot + Dance, publicado en junio de 1992 con el objetivo de recaudar fondos para organizaciones benéficas dedicadas a la lucha contra el VIH/sida, entre ellas The American Foundation for AIDS Research (amfAR).

## Recepción comercial

### Estados Unidos
Durante los primeros días de agosto de 1989, «Cherish» fue una de las diez canciones más reproducidas en las radios de los Estados Unidos, con un total de reportes en 49 de 241 emisoras. En su primera semana de lanzamiento comercial, obtuvo difusión en más del 70 % del panel de radios, con una buena aceptación en estaciones como KROY de Sacramento (California) y KKSS de Albuquerque (Nuevo México). El 19 de agosto, ingresó a los conteos Hot 100 Airplay y Billboard Hot 100 en los puestos 32 y 37, respectivamente, siendo el mayor debut de la semana y del año en este último, así como el más alto desde «I Just Can't Stop Loving You» de Michael Jackson y Siedah Garrett, que también había ingresado en esa posición en agosto de 1987. Asimismo, fue el decimosexto sencillo consecutivo de Madonna en lograr el debut más alto de la semana, racha que inició con «Lucky Star» en 1984, lo que marcó un récord en la era del rock.
Junto con «Girl I'm Gonna Miss You» de Milli Vanilli, tuvo uno de los mayores ascensos en la edición siguiente, del número 37 al 28, y el 16 de septiembre subió hasta la décima posición. Con ello, la cantante obtuvo su decimoséptimo top diez consecutivo, hazaña que logró en poco más de cinco años desde «Borderline» en junio de 1984. Se convirtió en la segunda solista con más entradas a los diez primeros, solo por detrás de Aretha Franklin, y empató con Michael Jackson como los únicos artistas con más éxitos seguidos entre las diez primeras posiciones en la década de 1980. En la semana siguiente, cuando el tema subió hasta la quinta posición, anotó su decimosexto top cinco consecutivo, y superó a The Beatles al lograr la racha más larga de éxitos sucesivos entre los cinco primeros desde Elvis Presley, hazaña que figuró en el Libro Guinness de los récords. Sobre este hito, David Barton, de The Spokesman-Review, señaló que no era «pura suerte, ni simplemente cálculo despiadado, es el resultado de entender algo acerca de quiénes somos y qué nos gusta escuchar y ver».

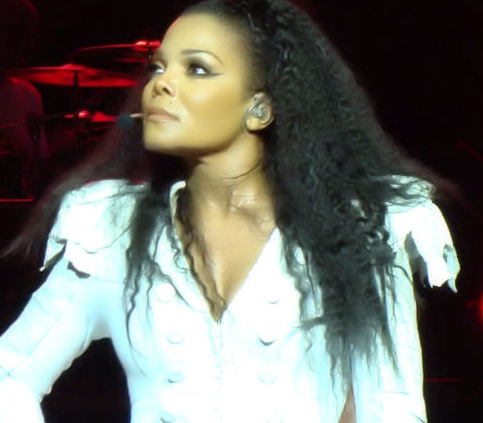
Tras una competencia por la primera posición del Billboard Hot 100, «Cherish» finalmente alcanzó el segundo lugar por debajo de «Miss You Much» de la cantante Janet Jackson.

Algunas publicaciones como Billboard y Chicago Tribune pronosticaron que la canción llegaría a la primera posición del Hot 100. Sin embargo, empezó a competir con «Miss You Much» de Janet Jackson, que también había ingresado a los diez primeros la misma semana en que «Cherish» subía al quinto lugar. La prensa musical enfrentó a ambas cantantes entre sí e intentó crear rivalidad entre ellas. El 7 de octubre, en su octava semana, «Cherish» alcanzó el segundo puesto, mientras que «Miss You Much» ascendía al primero. Si bien Madonna recibió más difusión en las radios, Jackson logró un aumento en ventas físicas y superó a la cantante por un pequeño margen de puntos. De este modo, fue el cuarto número dos de Madonna, tras «Material Girl» (1985), «Causing a Commotion» (1987) y «Express Yourself» (1989). En ese momento, empató con Elton John en el segundo lugar entre los artistas con más sencillos que alcanzaron la segunda posición a lo largo de su carrera. En total, permaneció quince semanas en el Hot 100 y ocupó la 59.° posición de los más populares del año en la lista anual. Asimismo, se convirtió en el decimoséptimo sencillo más exitoso de Madonna en dicho ranquin y en el decimoctavo más exitoso de Sire Records.
«Cherish» también alcanzó la segunda casilla tanto en el conteo de ventas físicas como en el de airplay, por detrás de «Miss You Much» y «Girl I'm Gonna Miss You», respectivamente, pero logró mayor recibimiento en Adult Contemporary, donde se convirtió en el tercer número uno de la intérprete, tras «Live to Tell» (1986) y «La isla bonita» (1987). Fue la 31.° canción más escuchada de 1989 en las radios contemporáneas para adultos, y la popularidad del tema contribuyó a que Madonna recibiera el premio Billboard a la artista más exitosa de la lista Adult Contemporary de ese año, en una época en la que la crítica aún seguía refiriéndose a su público como «estrictamente adolescente». Por último, se ubicó en el sexto lugar del ranquin de los cuarenta más escuchados de música dance.
En otras revistas musicales de los Estados Unidos, «Cherish» llegó a la cima de los conteos Top 40 y Adult Contemporary de Gavin Report, así como a la lista oficial de Cash Box, donde se convirtió en el decimoséptimo top diez consecutivo de Madonna. En Radio & Records, la canción fue añadida a 140 emisoras radiales en su primera semana, una de las mayores cifras registradas en 1989, y ocupó el primerlugar en Adult Contemporary y Contemporary Hit Radio. En esta última, fue su decimoséptimo top diez —de un total de veintiún entradas en los años 1980—, lo que representó la mayor cantidad registrada por una solista en la «era del rock», así como su noveno número uno, de manera que empató con Michael Jackson como los artistas con más entradas en el primer puesto durante dicha década. En el ranquin Top Fifty Singles de la publicación Hits, «Miss You Much» nuevamente impidió que «Cherish» llegara a la primera posición en la edición del 9 de octubre de 1989. Por último, ocupó el tercer puesto en los conteos Mainstream Top 40 de Hitamkers y R&B Video Chart de The R&B Report, el cuarto en Urban Top 40 de Hitmakers y el décimo en el recuento The Hit List, elaborado por el periódico Observer-Reporter.

### Europa

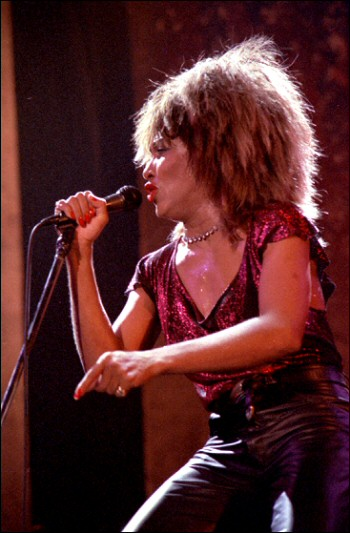
En la lista European Airplay Top 50, «Cherish» desplazó del primer lugar a «The Best» de Tina Turner y se convirtió en el tercer sencillo número uno de Like a Prayer.

«Cherish» fue una de las canciones más reproducidas en Alemania, los Países Bajos y el Reino Unido, y el 9 de septiembre de 1989 ingresó en el décimo puesto del European Airplay Top 50, de la revista Music & Media, lo que supuso el segundo mayor debut de esa edición después de «Mixed Emotions» de The Rolling Stones. El 21 de octubre, en su séptima semana, desplazó a «The Best» de Tina Turner de lo más alto, por lo que pasó a ser el tercer número uno del álbum, tras «Like a Prayer» y «Express Yourself». Estuvo presente catorce semanas en total, cuando hizo su última aparición el 9 de diciembre en el número 43, y fue la decimotercera canción más reproducida del año en el continente. En el Eurochart Hot 100 Singles, que recopila las ventas de sencillos en dieciséis países europeos, llegó hasta la quinta posición. Ello marcó el decimosexto top diez de la artista, de un total de veintiún entradas en ese momento, y estuvo presente dieciséis semanas en total. Para finales de diciembre, se ubicó 54.° entre los más vendidos del año.
En las listas nacionales de ventas, hizo su entrada en el UK Singles Chart el 16 de septiembre de 1989 en la decimosexta posición. Ascendió hasta la tercera en la edición siguiente, por debajo de «Right on Time» de la banda italiana Black Box y «Right Here Waiting» de Richard Marx, lo que marcó el decimonoveno top cinco de la cantante de un total de veinte lanzamientos. Estuvo presente ocho semanas y finalizó 90.° entre las canciones más exitosas del año. Se convirtió en su decimonoveno sencillo de la década de 1980 más vendido en el país y el 33.° de su carrera en general, con 200 000 copias para octubre de 2010. La Official Charts Company reportó que, además, fue su 28.° canción con más descargas digitales (para marzo de 2012) y la trigésima con más streaming (para junio de 2019).
«Right Here Waiting» de Richard Marx evitó que «Cherish» alcanzara el primer puesto en la lista oficial de Irlanda, por lo que fue el séptimo número dos de Madonna allí; aun así, se convirtió en el decimonoveno sencillo consecutivo de su carrera en posicionarse dentro de los diez primeros. «Cherish» alcanzó la tercera posición tanto en Portugal como en Italia; en este último país, estuvo presente un total de veintiún semanas, once de ellas dentro de los diez más vendidos y cinco no consecutivas en el tercer lugar. En Bélgica y en Polonia, se ubicó en el séptimo puesto, mientras que en España, Noruega y Suiza, en el décimo. En el resto de los mercados europeos, alcanzó la decimoquinta casilla en Islandia, el decimosexto en Alemania y Austria, el decimonoveno en Finlandia y el vigésimo primero en Francia. Por último, en los Países Bajos, se ubicó en el decimotercer lugar en la lista Single Top 100 y en el decimoquinto en Dutch Top 40.

### Otros mercados
En Canadá, «Cherish» debutó en el puesto 80 del Top 100 Singles de RPM el 19 de agosto de 1989. Tuvo un ascenso gradual y casi dos meses después, concretamente el 14 de octubre, llegó a lo más alto del conteo, lo que representó el decimosexto top diez consecutivo de Madonna —hazaña que inició con «Lucky Star» en 1984—, y al igual en los Estados Unidos superó el anterior récord establecido por The Beatles. Se mantuvo en la primera posición en la edición siguiente, y en total permaneció diecisiete semanas, cuando hizo su última aparición el 9 de diciembre en el número 97. Fue el noveno sencillo más exitoso del año en el país. El favorable recibimiento comercial continuó en la lista de música contemporánea para adultos, donde también llegó al primer lugar en la edición del 21 de octubre, así como en el conteo Retail Singles, donde alcanzó la sexta casilla. Además de RPM, «Cherish» logró ubicarse en el undécimo puesto del ranquin de ventas físicas Retail Singles de la revista The Record.
Debutó en el decimoséptimo puesto del conteo ARIA Top 50 Singles de Australia el 17 de septiembre, siendo la entrada más alta de esa edición, y el 1 de octubre alcanzó el cuarto lugar, lo que supuso el tercer top cinco del álbum después de «Like a Prayer» y «Express Yourself». Permaneció dieciséis semanas en total y fue el 47.° sencillo más vendido del año. La Australian Recording Industry Association (ARIA) lo certificó con un disco de oro por la venta de 35 000 copias en el país. El recibimiento fue similar en Nueva Zelanda, donde ocupó la quinta posición en el conteo elaborado por la Recorded Music NZ (RMNZ) y estuvo presente once semanas, cinco de ellas entre los diez primeros.
Por último, «Cherish» logró ingresar a las listas de algunos mercados latinoamericanos. En la sección de los discos más populares de Latinoamérica, publicada en El Siglo de Torreón, la United Press International (UPI) reportó que había alcanzado el tercer puesto en Ecuador —por debajo de «Muévete a mi alrededor» de la mexicana Sasha Sokol y «Este ritmo se baila así» del puertorriqueño Chayanne— y el noveno en Chile, en este último bajo el título en español de «Atesoro». Además, según datos de la Agencia EFE publicados en el periódico colombiano El Tiempo, ocupó el quinto lugar en Paraguay. De acuerdo con Braulio Lorentz y Rodrigo Ortega, del portal de noticias Portal G1, el tema tuvo un «éxito moderado» en Brasil. Años después de su lanzamiento, durante el período comprendido entre enero de 2007 a diciembre de 2011, fue la decimonovena canción más reproducida de Madonna en las radios brasileñas según ECAD, la entidad responsable de recaudar y distribuir los derechos de autor derivados de la ejecución pública de la música brasileña y extranjera.

## Recepción crítica
| «Cherish» fue un triunfo particular para la asociación Madonna/Patrick Leonard. La canción, una deliciosa creación de proporciones aptas para la radio, lo tenía todo: una letra sobre el amor fuerte, positiva y notablemente libre de disfunciones, una melodía vocal memorable y pegadiza y un arreglo rítmico ajustado y potente. Sigue siendo, sencillamente, una de las mejores canciones que Madonna ha compuesto; dulce y alegre, pero de ninguna manera cursi, es una canción pop perfectamente construida que Madonna interpreta maravillosamente y con un encanto innegablemente atrevido. —Reseña de J. Randy Taraborrelli, autor de Madonna: An Intimate Biography (2002). |

En términos generales, «Cherish» obtuvo reseñas favorables de críticos y periodistas musicales. Fue reconocida como una de las canciones más destacadas de Like a Prayer por libros como All Time Top 1000 Albums, de Colin Larkin, y publicaciones como Blender, BuzzFeed, Gay Times y Metro Weekly. Jordi Bianciotto, de El Periódico, la consideró una de las «piezas álgidas» del álbum, mientras que Ellen Johnson, de Paste, aseguró que el disco es más recordado por temas «pegadizos» como «Cherish». De manera similar, Ida Bachtiar, de The Straits Times, afirmó que, de todos los temas del material, los «amantes del pop se inclinarán» más por «Cherish». Brett Hart, de The Signpost, manifestó que merecía «reconocimiento especial» junto con «Dear Jessie» y «Spanish Eyes», y Adam Sexton lo nombró uno de los «momentos culminantes» del disco. Pese a que señaló que Like a Prayer contenía más canciones malas que buenas, la autora Mim Udovitch remarcó que «Cherish» sobresalía por su «poder y belleza». Un editor de Cash Box escribió que se encontraba entre aquellas canciones «increíblemente imposibles de olvidar». Por su parte, Landon Hall, de Orange County Register, lo denominó uno de los trabajos «más alegres y encantadores» de Madonna, y el académico Daniel Harris, en un artículo para el seminario The Nation, la catalogó como una de las «obras maestras» de su carrera. Igualmente, Txelu Flores, en su libro Nada nos va a parar ahora (2022), la definió como una de las canciones «míticas» de su catálogo. Dan Bennett, del North County Blade Citizen, la nombró no solo «la mejor canción pop que ha hecho Madonna», sino también «una de las más accesibles y simpáticas de la historia».
La producción y el contenido musical recibieron numerosos elogios. Ted Gioia, de Salon, la calificó como «pegadiza y dulce», y David Bertrand Wilson, uno de los editores del sitio Wilson and Alroy's Record Reviews, lo nombró un número «pop melódico irresistible». El Boca Raton News y Gavin Report remarcaron su «pegadizo ritmo tecno-Motown» y su naturaleza «ligera y bailable». Joe Lynch, de Billboard, aseguró que su sonido, contemporáneo y a la vez dirigido al mercado juvenil, «existía dentro de un contexto que la generación anterior [a Madonna] también entendería y apreciaría». Rikky Rooksby destacó el «brillo soleado» del tema, la riqueza sonora y el uso de contramelodías, además de considerar su estribillo uno de los mejores de la cantante. Hans Piët, de Leidse Courant, resaltó las voces de fondo al final del tema, mientras que Andy Goldberg, de The Jerusalem Post, subrayó su línea de bajo animada y melodías «cadenciosas» que remiten a trabajos anteriores. Dom Floriano, del periódico O Liberal, la vio como una melodía «deliciosa», ideal para una remezcla. Jason Lipshutz y Mark Elliott, de las revistas Billboard y Dig!, respectivamente, también valoraron el sonido animado y pegadizo que recordaba a los grupos de chicas, y la emisora Radio Oxígeno la llamó un «himno del pop».
Varios autores reconocieron la composición y el mensaje de la letra. El autor Stan Hawkins elogió su estructura «bien elaborada» y la interpretación «juguetona, sensual y pulida» de la cantante. Mimi O'Connor, en el libro 100 Greatest Albums (2003) de VH1, indicó que, pese a que algunos versos como You are my destiny podían parecer «simples» y «poco sofisticados», lograban conectar con millones. J. D. Considine y Daryl Easlea aprobaron el trabajo de Madonna y Leonard y remarcaron el «guiño» a The Association; este último agregó que, aunque la letra no compartía el «feminismo enérgico» de «Express Yourself», «una vez más viene directamente del corazón, con un guiño y un destello en sus ojos, por supuesto». En un artículo sobre el Día de San Valentín de Rolling Stone, Maura Johnston indicó que el oyente debe escuchar «Cherish» si quiere «abrirle [su] corazón a alguien». J. B., de The Daily Vault, resaltó la «conmovedora energía emocional», y Michael R. Smith —del mismo sitio— remarcó cómo Madonna podía componer canciones alegres como «Cherish» en medio del «caos y drama a su alrededor». Gabriel Orqueda, de la revista argentina Silencio, reconoció que Madonna «toca fibras emocionales sin nada de cinismo» aun en momentos «tiernos» como en esta canción. Silvio Essinger, de Tribuna da Imprensa, opinó que el tema demostraba «lo buena compositora que era cuando aún no estaba obsesionada con la polémica». Justin Myers, del sitio The Guy Liner, calificó la línea Romeo and Juliet, they never felt this way I bet, so don't underestimate my point of view como el mejor verso de la canción.
Otros críticos destacaron el tono optimista y suave de «Cherish». En este sentido, fue descrita como una canción con un «toque claramente más ligero», «suave», «pura» y «positiva», y como una pieza «relajada y alegre». Wren Graves, de Consequence, lo consideró un momento «completamente positivo» dentro del álbum, y Matthew Rettenmund, que la describió como una melodía «verdaderamente dulce», dijo que representaba un «respiro bien recibido» en medio de tantas controversias. The New Paper la vio como una «afirmación de puro placer pop», y editores de The Advocate expresaron que la canción «estaba allí para recordarles a todos que Madonna todavía era divertida». Eduardo Viñuela, editor de Bitch She's Madonna (2018), expresó que, aunque en apariencia podría parecer «sencilla», la canción era «pura artesanía pop». De Entertainment Weekly, Whitney Pastorek le otorgó una calificación de «A» y lo describió como uno de sus «últimos temas alegres y festivos». J. Randy Taraborrelli elogió la capacidad de la artista para disfrutar también de una «bonita cancioncilla pop», y de igual manera, Jim Schembri y Paul van der Kooij —de The Age y Leidsch Dagblad, respectivamente— coincidieron en la naturaleza alegre y que la artista «aún puede hacer grandes números pop». Según el escritor Robert Matthew-Walker, la combinación de un número dance «alegre» y «animado» con una letra «seria» le recordaba a otros temas de la artista como «Dress You Up» (1985). Annie Zaleski, de The A.V. Club, escribió que reflejaba el trabajo de una mujer «más segura de sí misma». Wayne Robins, de Newsday, expresó que era el «tipo de canción pop aleatoria que obtendríamos si William Burroughs fuera el director de programación de una emisora de radio de los 40 principales».
Varias reseñas resaltaron cómo «Cherish» contrastaba con el tono general de Like a Prayer. Jessica Jalali, de Screen Rant, subrayó ese contraste con la «carga sexual y el tinte religioso» del resto del disco, y añadió que era un «ejemplo perfecto de la capacidad de Madonna para sorprender tanto a la crítica como al público y cambiar de dirección musical a un ritmo vertiginoso». Soh Chin Ong, de The Straits Times, declaró que, a pesar de las temáticas «más sombrías» presentes en Like a Prayer, «su instinto para el pop sigue intacto, afortunadamente». Graham Gremore, de Queerty, resaltó el hecho de que evitara que el ambiente se tornara «demasiado denso», mientras que Rooksby y Brett Schewitz, de Rolling Stone, admitieron que «levantaba el ánimo». Falconi lo definió como una «pausa en el disco y una vuelta al sonido más desenfadado y ligero». Gavin Scott y Liza Lentini —de Chart Beats y Spin, respectivamente— también coincidieron en que representaba una ruptura de sus «tácticas para escandalizar» y que demostraba su «imprevisibilidad». Sebastián E. Alonso, de Jenesaispop, afirmó que era «perfecta para abrir la cara B» luego de «Promise to Try», la anterior canción del disco. De la misma manera, Chris Lacy y Chris Gerard, de Albumism y Metro Weekly, remarcaron el «agradable cambio» y «color» que le daba un «encanto entrañable» a la segunda mitad del álbum. En sus evaluaciones de The Immaculate Collection, The Straits Times y The New Paper declararon que el recopilatorio «resucitaba» temas como «Cherish», descrito como la «gracia salvadora» del recopilatorio, que «estaban más allá de la redención cuando se lanzaron por primera vez».

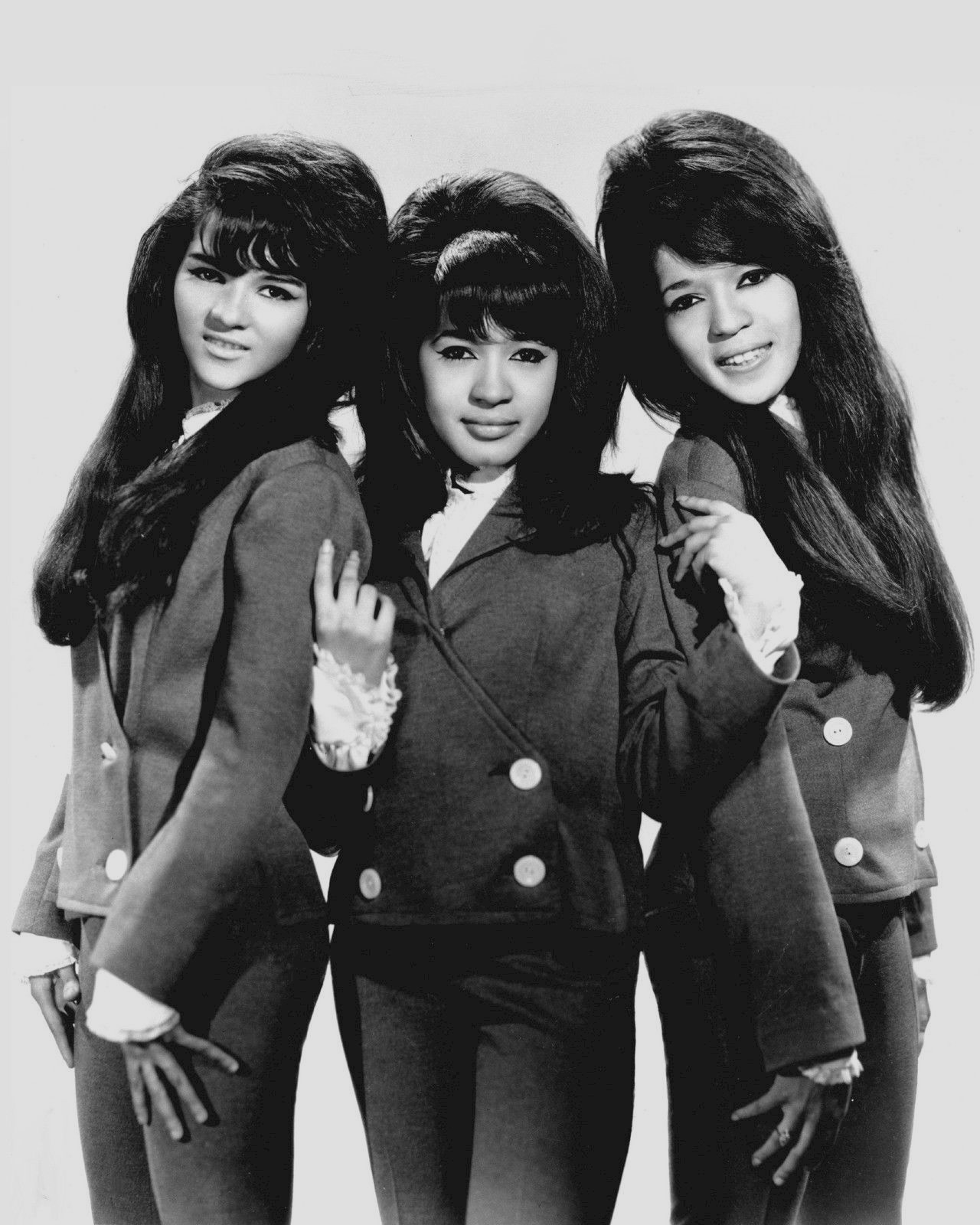
Peter B. King, de The Pittsburgh Press, declaró que la voz de Madonna adquiría una «dulzura inocente» que recordaba a grupos de chicas como The Ronettes (en la imagen).

La interpretación vocal de Madonna fue bien recibida por algunos críticos. Peter B. King, de The Pittsburgh Press, declaró que su voz adquiría una «dulzura inocente» que recordaba a grupos de chicas como The Ronettes, y Eric Olsen, de Today, resaltó su interpretación «alta y clara, haciendo que el término "vocecita" parezca una virtud, bastante genial». Will Stroude, de Attitude, elogió sus «dotes» como cantante y su estilo «camaleónico», además de remarcar el «vigor femenino» de la canción. Saeed Saeed, de The National, afirmó que había sido su interpretación «más dulce hasta la fecha». El periodista Gene Sculatti reconoció el mérito de su voz «soleada» y profundizó: «Un auténtico tónico, rebota como si tuviera el poder de levantar el corazón más oscuro. Si alguna vez hay un sucesor de You Can Dance, la antología perfectamente fusionada de remezclas dance de Madonna de 1987, "Cherish" pertenece allí, en reproducción perpetua, un alegre torbellino sin fin, amén».
El atractivo comercial de la canción fue otro punto destacado entre los críticos. Así, uno de los redactores de RPM sugirió que «debería ser un gran éxito», opinión que compartió Music & Media en su reseña al sencillo, que aseguró que su estilo «pop ingeniosamente arreglado, lleno de chispa y con muchos hooks» le aseguraban un logro en las listas musicales. Jonathan Takiff, de The Philadelphia Inquirer, lo catalogó como «un triunfo garantizado para los meses cálidos», mientras que Wim van Leest, de BN DeStem, declaró que el sencillo reafirmó la «reputación de Madonna como creadora de éxitos». Chris Ho, de The Straits Times, le pareció «más convencional y comercial» que otros temas del disco y declaró que «destaca como gran candidato para las listas». Marinella Venegoni, de La Stampa, predijo que tanto esta como «Dear Jessie» «harían chispas» entre el público. Un editor de Billboard la denominó —junto con «Express Yourself» y «Keep It Together»— una de las canciones «listas para las radios», y Bill Coleman —de la misma revista— aseguró que destacaba en las pistas de baile. La revista Gavin Report subrayó su «ritmo moderado» que la hacía la canción «más fácil de programar» en las radios de música contemporánea para adultos. En opinión de Fernando Chaves Espinach, de La Nación, «los ritmos del sintetizador, las letras honestas y [su] voz más madura» fueron los que hicieron de «Cherish» un «éxito seguro». Para Kenneth Partridge, de Billboard, «la única razón concebible por la que no llegó al número uno es que a Estados Unidos le gusta una Madonna un poco más atrevida».

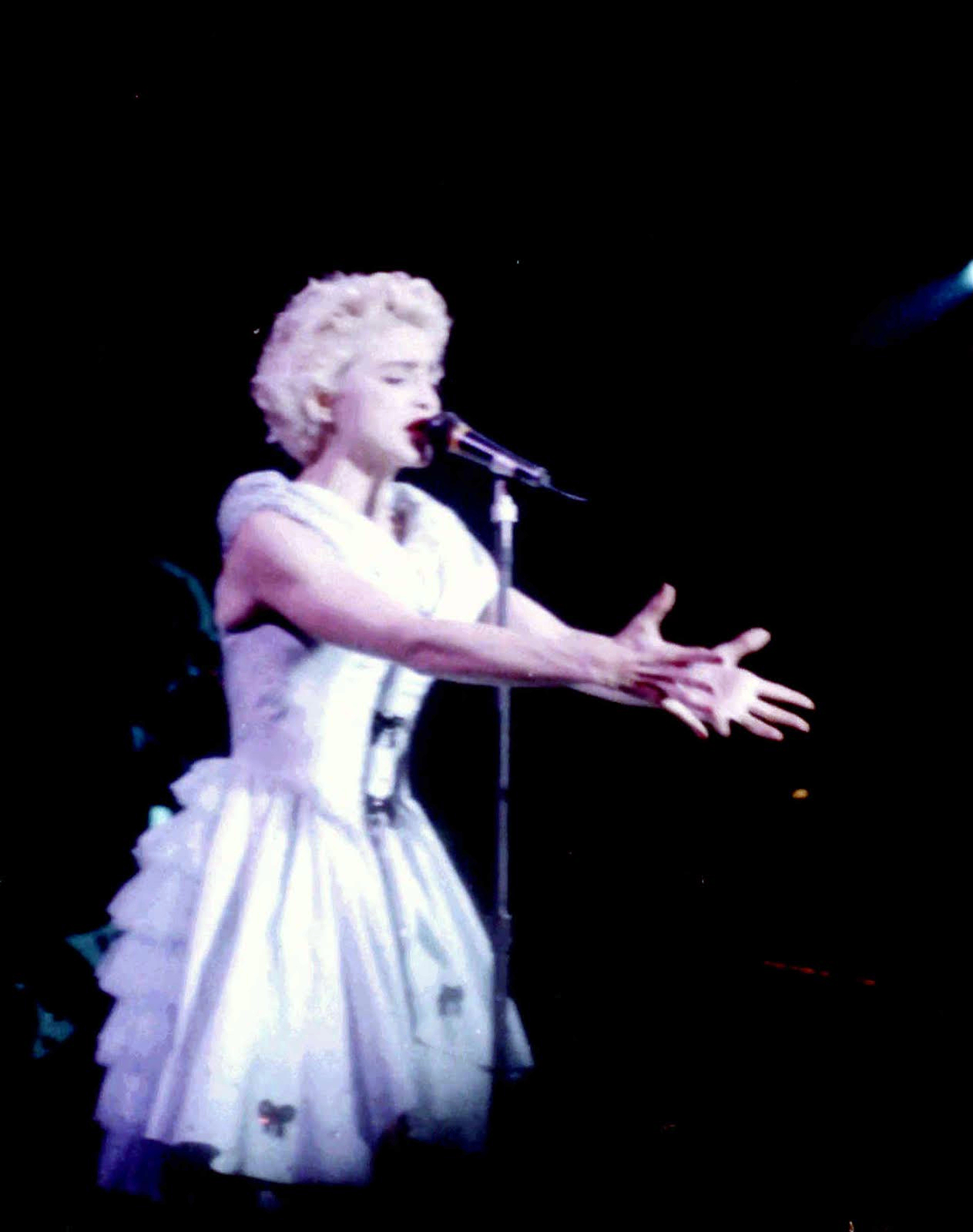
Las comparaciones de «Cherish» con el anterior sencillo de Madonna, «True Blue» (1986), fueron una constante entre varios autores. En la imagen, la cantante interpretando «True Blue» en 1987.

Las comparaciones con el anterior sencillo de Madonna, «True Blue» (1986), fueron una constante entre varios autores. Por ejemplo, Nick Levine, de la revista Vice, expresó que «Cherish» era una «gema retro melódica en la vena de "True Blue"». En opiniones similares, Gavin Scott y Maura Johnston —de Chart Beats y Pitchfork— indicaron que se trataba de la sucesora de aquella canción. Mark Lindores, de la revista Classic Pop, lo comparó con el sonido y el «romanticismo vertiginoso» de toda la era True Blue y a los primeros días de la relación de Madonna y Penn, pero sintió que su inclusión en el álbum se debió más a una «red de seguridad» en caso de que el público «no se adaptara al nuevo y llamativo sonido» de la cantante. Según Justin Chadwick, de Albumism, si bien era la que más se asemejaba a «sus pegadizos éxitos de álbumes anteriores», en Like a Prayer aportaba un «toque más cálido y agradable». Luiz Carlos Fetter, de O Pioneiro, observó que tenía un aire funk suave, pero con un estilo menos inspirado en los años 50 que «True Blue». Por el contrario, Sebastián E. Alonso, de Jenesaispop, admitió que habría «pegado más» en True Blue, opinión que compartió Lucy O'Brien, autora de Madonna: Like an Icon (2007), quien sintió que era «más típica de la antigua Madonna», dado que el estilo de True Blue era «más acaramelado» en comparación con otros temas de Like a Prayer, que apuntaban a una nueva dirección musical. En una línea similar, la revista argentina Pelo consideró que, por contraposición, quedaba fuera de lugar en el disco por sus similitudes en «estructura y pretensiones» con «True Blue». Según la publicación, el «desfasaje» entre ambas radicaba en que un tema con esas características ya no encajaba «dentro del planteo existencial actual» de la artista, quien había dejado atrás la frivolidad para centrarse en una propuesta sobre la «resurrección tras el dolor más intenso».
En reseñas más variadas, el periódico Kentucky New Era indicó que estaba «llena de estilo», pero no logró captar la atención inmediata. De la revista People, Drew Mackie sostuvo que, si bien no era una mala canción, «Cherish» representaba una de las excepciones en el contexto de la carrera de Madonna, ya que no se la consideraba «icónicamente Madonna». Aunque lo consideró un «himno al amor a la antigua» y resaltó su «alegre pulso dance», a Richard Harrington, de The Washington Post, le pareció que «encajaría mejor en el nuevo álbum de Debbie Gibson». Sebastián Alonso, de Jenesaispop, sintió que no había sido necesario extender la duración hasta los cinco minutos, y que las diferentes versiones reducidas que se hicieron «le han sentado muy bien». Sal Cinquemani, de Slant Magazine, señaló que «palidecía» en comparación con los «gloriosos homólogos» de Like a Prayer. Isaiah Stewart, del periódico The Chronicle, no quedó convencido con la composición dance, ya que afirmó que era «demasiado comercial para su propio bien». Más negativos fueron Robin Monica Alexander y Kelly Stitzel, del sitio Popdose, quienes la consideraron «probablemente la canción más estúpida que haya grabado». El autor Joseph J. Briggs la calificó como «simplemente exagerada», y la académica Maria Raha escribió que estaba llena de letras «trilladas» sobre el amor. Roger Low, de The Business Times, la nombró «desechable» y agregó que era una señal clara de que «no puedes declararte más sabia simplemente por interpretar canciones que se apartan del molde del dance». En una encuesta internacional, los lectores de la revista Pelo la eligieron como la séptima peor canción del año. Carlton Fletcher, de The Albany Herald, la incluyó en la 35.ª posición de las cincuenta peores canciones de la historia y escribió: «Prácticamente podrías tomar cualquiera de los éxitos de la falsa reina del pop y colocarlos aquí. Los críticos babosos la llaman innovadora; yo estoy esperando una primera señal de originalidad».

## Reconocimientos
En la octava entrega anual de los Pop Awards, celebrada en mayo de 1991 por la Asociación Estadounidense de Compositores, Autores y Editores (ASCAP, por sus siglas en inglés), Madonna obtuvo una placa como reconocimiento por su composición en «Cherish», que había sido una de las canciones más escuchadas en los Estados Unidos durante el periodo comprendido entre octubre de 1989 a septiembre de 1990. Leonard también fue honrado por su trabajo como compositor en la 39.ª ceremonia de los BMI Pop Awards, también realizada en mayo de 1991 en Los Ángeles. Además, estuvo entre los candidatos a mejor sencillo y vídeo en la encuesta anual de los lectores de la revista Smash Hits. Lindsay Zoladz, de The New York Times, la calificó como la octava canción más destacada de 1989, y el sitio Chart Beats la clasificó en el noveno puesto de las 250 mejores del año, Bruce Pollock la consideró una de las 7500 canciones más importantes de la era del rock and roll. Por su parte, Robert Dimery la incluyó dentro de la sección «10 001 canciones que hay que escuchar» en su libro 1001 Songs You Must Hear Before You Die (2013).
«Cherish» se considera un «clásico» en la discografía de Madonna, y medios de comunicación como revistas, periódicos y sitios web especializados en música la incluyeron en sus respectivas listas de las mejores canciones de su carrera. En 2003, la revista Q solicitó a sus lectores que eligieran los veinte mejores temas de la artista y «Cherish» quedó en el decimoctavo puesto. Louis Weber, uno de los editores de The Extraordinary Book of Lists (2007), lo posicionó en el decimotercer lugar de sus veinticinco sencillos más populares. También figuró en el sexto puesto de las diez mejores canciones de amor de la cantante, del sitio PopCrush, y el personal de BuzzFeed la clasificó en el duodécimo lugar de sus canciones de los ochenta que «te pondrán de buen humor al instante». Para Justin Myers, del sitio The Guy Liner, se trató de uno de los sencillos más subestimados de su carrera. En diciembre de 2023, la BBC Radio 2 pidió a sus oyentes que escogieran hasta cinco de sus temas favoritos de la intérprete en una votación llamada Your Ultimate Madonna Song, que sería transmitida en vivo por la emisora; al publicarse la lista completa, «Cherish» se ubicó en la decimoctava posición.

## Vídeo musical

### Contexto
El vídeo musical de «Cherish» fue dirigido por el fotógrafo estadounidense y amigo de Madonna, Herb Ritts. Ambos se conocieron a mediados de la década de 1980, cuando a Ritts se le encargó tomar fotos publicitarias para Desperately Seeking Susan (1985), película coprotagonizada por la cantante, y desde entonces forjaron una amistad cercana. Posteriormente, la fotografió para Rolling Stone y se encargó de las portadas de los álbumes True Blue (1986), You Can Dance (1987) y Like a Prayer. Con el tiempo, se convertiría en el fotógrafo «más inspirado» de la artista y el responsable de la mayoría de las «imágenes imborrables que ayudaron a grabar a Madonna en nuestra conciencia», según Matthew Rettenmund.
Fue Madonna quien le sugirió que dirigiera un vídeo para ella durante las sesiones fotográficas de la carátula de Like a Prayer. Warner quería que se publicara otro sencillo del álbum con su correspondiente acompañamiento visual, y ella había escogido «Cherish», por lo que le pidió personalmente a Ritts para que se encargara de dirigirlo, decisión que tomó sin consultar previamente con su discográfica ni con sus representantes. Una de las razones fue para ayudarlo a distraerse de su salud, aunque fuera brevemente, debido a que en julio de 1989 había sido diagnosticado con VIH. En un principio, no se mostró atraído con la propuesta, dado que no tenía experiencia previa en cine; si bien conocía el proceso, nunca había estado detrás de cámara. Además, no sabía si se sentía capaz física y mentalmente de embarcarse en un proyecto de tal magnitud. No obstante, accedió finalmente tras la insistencia de la cantante.
Antes de aceptar la oferta, viajó a Hawái para realizar una sesión fotográfica con temática de sirenas, protagonizada por la modelo Stephanie Seymour. Ritts se sintió fascinado por estas criaturas marinas desde que vio la película Splash (1984) de Ron Howard, y en esta ocasión trabajó con la estilista Sharon Simonaire. Mientras estaba allí, practicó grabar imágenes en movimiento con una pequeña cámara de Super-8 hasta sentirse familiarizado con el medio. Al regresar a Los Ángeles, le confirmó a Madonna que aceptaría la propuesta, y dos semanas después comenzó la producción, de manera que «Cherish» marcó su debut como director audiovisual. A partir de entonces, se convirtió en uno de los primeros fotógrafos en dar el salto al formato videográfico, al que aportó un nuevo grado de «sofisticación visual».

### Producción y concepto

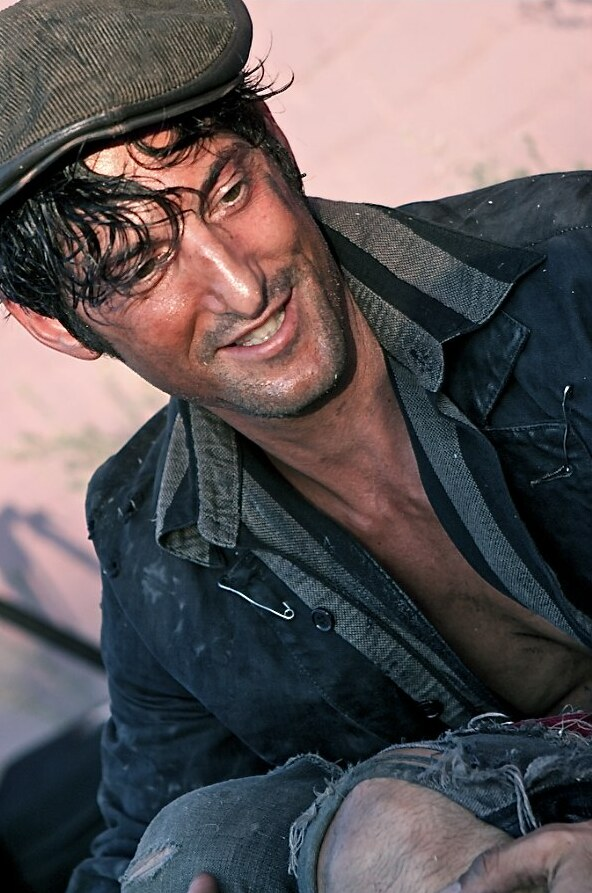
El modelo y actor Tony Ward aparece en el videoclip como uno de los tritones.

La producción estuvo a cargo de Sharon Oreck y Tony Shiff de la compañía O Pictures, mientras que Ritts realizó la cinematografía y John Murray, de la empresa Uritel-Hollywood, la edición. Oreck llevaba intentando colaborar con Ritts desde 1987, cuando este último visitó el set de filmación del videoclip de «Open Your Heart», también producido por Oreck, para tomarle fotos a Madonna. El director estadounidense Matt Mahurin se puso en contacto con Oreck y le comunicó que Ritts necesitaba ayuda con la producción de «Cherish». Madonna quería algo «muy simple» y que no costara mucho, por lo que el estilo debía ser «sencillo» y de bajo presupuesto.
El vídeo presenta a tres modelos personificados como tritones o «sirenos». La inclusión de estas criaturas surgió tras la sesión fotográfica que Ritts realizó con Stephanie Seymour. Uno de ellos fue el actor Tony Ward, quien poco tiempo después inició una relación amorosa con Madonna y colaboró nuevamente en el videoclip de «Justify My Love» (1990), así como en el libro de fotografías Sex (1992). Mark Findlay y Mando López fueron los otros dos modelos que participaron en la filmación. El concepto de la cantante era incluir un cambio de roles, en el que los modelos fueran representados como los objetos de deseo.
Para la representación de los tritones, las piernas de los modelos fueron enfundadas en «encantadoras» colas de pez. La creación de las colas representó uno de los mayores obstáculos durante la producción. Ritts se contactó con un hombre que fabricaba estas colas de pez a través de su estilista Sharon Simonaire; según el director, las quería para hombres que nadaran en el océano «con la fuerza y gracia de peces reales», no simplemente para recostarse en la arena. Inicialmente pidió unas parecidas a las que usó Seymour durante la sesión realizada en Hawái, hecha de una tela «iridiscente y perlada». Simonaire recordó: «Cuando surgió este vídeo de Madonna, me dijo: "Quiero que los hombres usen colas de sirena". Yo le respondí: "Pero son hombres. Tenemos que hacer tritones"». Los disfraces fueron complicados, según Simonaire, porque tenían que ser «aerodinámicos», aunque Ritts «no lo pensaba así, solo tenía en su mente esas imágenes de hombres retozando con colas». La estilista creó unas similares a las de un delfín y más resistentes de goma, para que pudieran impulsarse y moverse con más fuerza en el agua. Ritts expresó que no sabía qué tan realistas se verían «ni cómo funcionarían; era una de esas grandes incógnitas».
Peter Savic, frecuente colaborador de la cantante, fue el responsable del peinado y vestuario. Para esta ocasión, la artista lució un estilo retro de los años cincuenta, que se asemejaba al look de una «chica del barrio». Este consistió en un corte de cabello rubio sucio corto, similar al que empleó antes en «Papa Don't Preach» (1986), con un maquillaje mínimo y un minivestido negro hasta las rodillas abotonado por delante. Su nueva imagen, especialmente su corte de pelo, fue elogiada por Stuart Derdeyn, del diario The Province, y recibió comparaciones con la actriz Jean Seberg en la película francesa À bout de souffle (1960).

### Rodaje

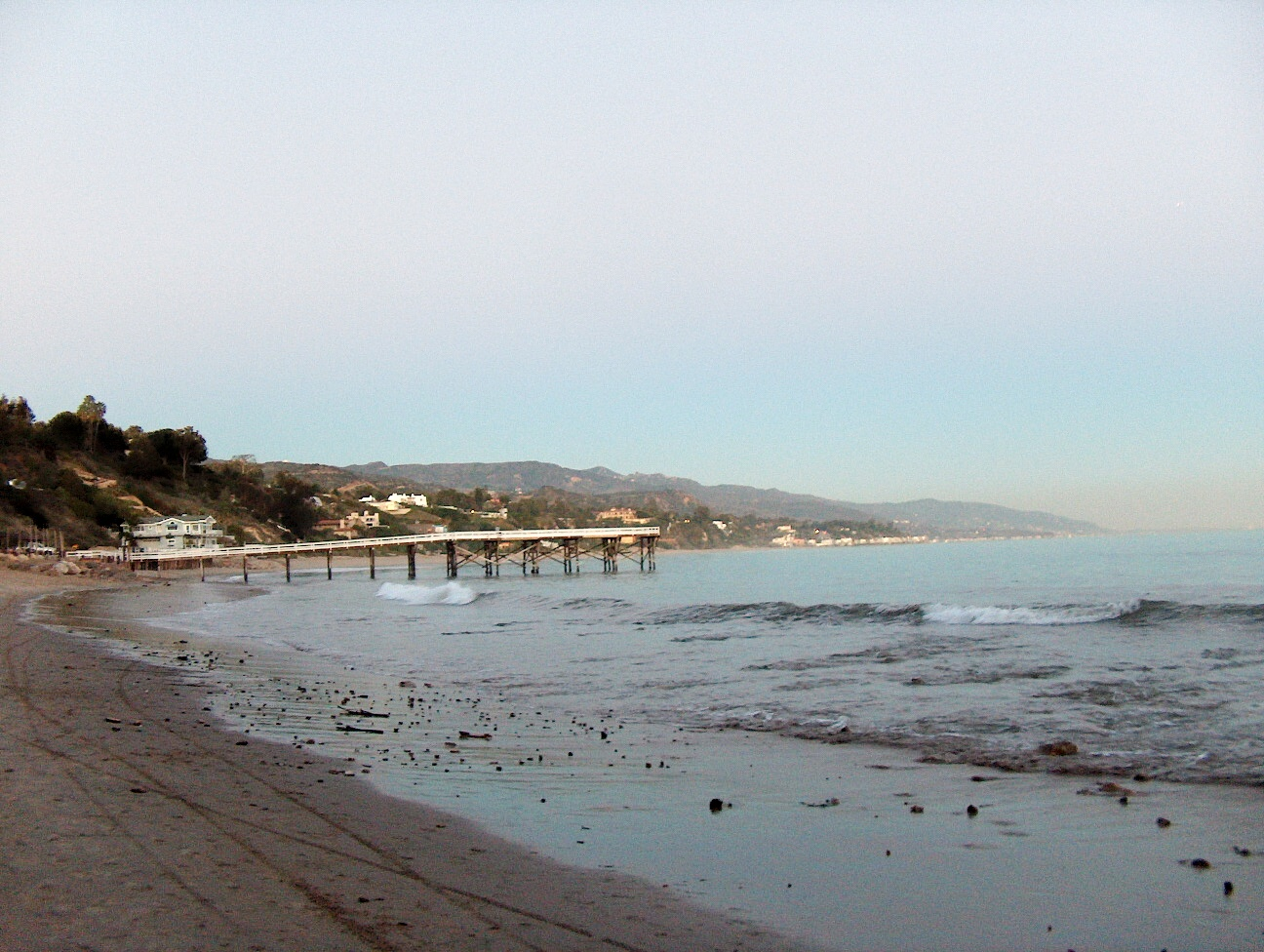
El videoclip de «Cherish» se filmó en la playa Paradise Cove en Malibú (California).

El rodaje tuvo lugar el 22 de julio de 1989 en la playa Paradise Cove de Malibú (California), uno de los lugares favoritos de Ritts. Aunque el lugar se prestaba para una grabación a color, dado el paisaje del mar, la arena y el sol, el director decidió rodar en blanco y negro, un elemento característico en su obra. El clip se asemeja a sus fotografías, con «su luz resplandeciente y su tema seductor». El director filmó todo con cámara en mano y únicamente con luz natural. Una particularidad se presenta en las escenas que ralentizan e incluso congelan la imagen en movimiento, un elemento común en los vídeos de Madonna, que se reflejan principalmente en tomas de su cuerpo, la mayoría en primer plano —muchas rodadas en cámara lenta y otras casi congeladas—, y que finaliza con una imagen congelada de su rostro. Esto aportaba un nuevo nivel de sofisticación fotográfica, que, según Matthew Rolston, «era casi como trasladar el aspecto y la estética de la fotografía de las revistas de moda a la imagen en movimiento». Oreck señaló que la inspiración de Ritts consistía en «idealizar el ideal, lo cual, en su mente, se reducía a simplificar algo ya hermoso hasta su forma más pura y geométricamente agradable». Además, indicó que empleaba sistemas gráficos complejos que le permitían retocar digitalmente y eliminar cuadro por cuadro imperfecciones menores. El director reveló que podía dejar su «sello» en las imágenes en movimiento —algo difícil de conseguir, en su opinión— y añadió: «Cuanto más experimentas, mejor te vuelves, y la combinación de trabajar con distintos medios visuales agudiza aún más tu ojo».
| Al final de cada día terminabas exhausto. Hacía muchísimo frío. Incluso para Madonna... Pero lo logró, lo hizo muy bien. [...] Hubo dos o tres personas que sufrieron hipotermia. No tengo idea de por qué yo no la tuve, porque fui el que más tiempo estuvo en el agua. —Mark Findlay, uno de los modelos que participó en el videoclip. |

Para garantizar que las colas se hundieran en el agua y así poder usarlas adecuadamente, se les colocaron balines de plomo en su interior, ya que estaban hechas de caucho, un material que tiende a flotar. Aunque Mark Findlay no estaba seguro en un primer momento de que las colas realmente fueran a funcionar, se las diseñaron para que sean funcionales. Al ejercer suficiente fuerza en el agua, los modelos podían impulsarse hacia la superficie, como si emularan el movimiento de un pez. Así como con la confección de las colas, el rodaje también tuvo sus dificultades. Los tres tritones pasaron varias horas —la mayor parte dentro del agua— encerrados en cuarenta libras de goma de cintura para abajo. Incluso Madonna estuvo expuesta a las bajas temperaturas del agua y dos de los modelos, entre ellos Ward, sufrieron hipotermia porque Ritts se negaba a dejar de filmar. Este fue precisamente el principal motivo por el que se debió quitarle el color a la imagen y dejarlo en blanco y negro. Simonaire explicó que él «jamás cancelaba una filmación, nunca la detenía y simplemente nos obligaba a todos a seguir adelante. Era pura determinación». Ward lo denominó «un día de locos», y el director añadió en una entrevista con MTV: «El océano estaba realmente agitado, y ella simplemente se lanzó al agua. No se nota en el vídeo, pero se estaba congelando. Teníamos mantas y la cubríamos por completo entre cada repetición». La artista juró que jamás volvería a trabajar con él, aunque luego cambió de opinión cuando vio la edición final y las imágenes de la sesión.
El fotógrafo, quien consideró la experiencia «estimulante», indicó: «La hice sumergirse en el océano helado. Fue una verdadera luchadora. [...] Es muy valiente. Sabe exactamente lo que quiere». Añadió que, para él, había representado el primer vídeo de Madonna en el que «realmente muestra su esencia y su alma, y la muestra tal como yo la veo». En un momento en que temía por su muerte, el rodaje de «Cherish» le dio «una nueva vida». Estaba tan entusiasmado con el desafío creativo que le supuso este medio cinematográfico que tiempo después aceptó dirigir «Wicked Game» de Chris Isaak. Si bien fue el único vídeo que dirigió para Madonna, ambos siguieron siendo muy cercanos hasta el fallecimiento del fotógrafo en diciembre de 2002, a la edad de cincuenta años, por complicaciones derivadas de una neumonía. En el libro Herb Ritts: The Golden Hour (2010), la artista recordó su experiencia en el rodaje:

Te convence de ir a la playa. Luego te convence de quitarte la ropa. Te convence para que bailes y te retoces en la arena como un idiota. Te convence de meterte en el océano helado y, antes de que te des cuenta, tienes quemaduras de sol, te estás congelando el trasero y estás segura de que acabas de hacer el ridículo.

### Estreno
En los Estados Unidos, «Cherish» tuvo su estreno oficial en MTV el 21 de agosto de 1989 y pasó a formar parte de la programación del canal. Para la semana del 6 de octubre de ese año, se había posicionado como el vídeo más visto del programa Top Twenty Video Countdown, y desde entonces figura frecuentemente entre los cien mejores de todos los tiempos del canal. También se emitió en los programas Friday Night Videos, Night Tracks y Record Guide y en los cadenas Hit Video USA y VH1.
En Europa, se transmitió en MTV y Sky Channel, así como en las cadenas y programas nacionales ARD y Musikladen de Alemania, VTM y The Music House de Bélgica, Jukebox Chart Show de Finlandia, DeeJay Television de Italia, Veronica de los Países Bajos y Top of the Pops del Reino Unido; para finales de septiembre, ya era el «vídeo favorito» de los canales europeos. Se incluyó en los videoálbumes The Immaculate Collection (1990) y Celebration: The Video Collection (2009), así como en She's Breathless (1990), un VHS promocional de edición limitada publicado solo en el Reino Unido, y en la caja recopilatoria The Ultimate Collection (2000).

### Sinopsis
El vídeo presenta cinco personajes: Madonna; un niño afroamericano, que primero aparece en forma humana corriendo por la playa y luego como tritón; y tres tritones jóvenes que retozan en el océano. La trama es simple y evoca una fantasía en blanco y negro, en la que la cantante juega en las olas y baila en la arena con el niño, mientras los modelos nadan y retozan en el mar como «delfines juguetones». Además, presenta una serie de imágenes fílmicas monocromáticas y nítidas que enfatizan el físico de los modelos. En una descripción, Daryl Easlea escribió que la artista «se muestra chapoteando en las olas con un aspecto fresco y dulce: Madonna la amante, la amiga, la compañera, sonriendo embelesada, esperando a su tritón». La historiadora Mary Gabriel describió su personaje como el de una «madre tierra —o madre del mar—, aunque atrevida».
En lugar de una narrativa tradicional, combina tres líneas interpretativas principales: Madonna haciendo playback mientras seduce a la cámara y juega en la orilla del mar; el niño filmado solo o interactuando con ella; y los tritones chapoteando. La cantante, que se muestra más voluptuosa dado su papel en la película Dick Tracy, flexiona sus músculos como una culturista, posa de manera juguetona y revela sus instintos maternales con el pequeño. En otras tomas, se revuelca en las olas, rodeada de los tritones, y se acerca a la cámara con una expresión intensa y seductora, abriéndose el vestido para mostrar el escote y moviendo las caderas. En un principio, el personaje no parece atraída por la «tentación carnal» como por la inocencia que representa el niño. De hecho, a la mitad del vídeo, el pequeño, que tiembla de frío en el agua, es llevado hasta los brazos de la cantante, quien lo sostiene, juega con él en la playa y posa para la cámara con naturalidad. En otras tomas, acaricia y coquetea con los tritones y hacia el final se enamora de uno de ellos, que el académico Georges-Claude Guilbert describió como una parodia a la película Splash.

### Recepción
El vídeo fue elogiado en general por su naturaleza fantasiosa y alegre. La biógrafa Rebecca Gulick lo calificó como «estéticamente exuberante», y Jonathan Takiff, de The Vindicator, destacó el «alegre homenaje a las películas de fiestas en la playa». Easlea sintió que había «complementado la canción a la perfección» y lo describió como «suave y conmovedor». El biógrafo David James y el personal de Rolling Stone lo nombraron un «elegante clip en blanco y negro», mientras que Robert Christgau, de The Village Voice, lo definió como «surreal y maravilloso». Para Silvio Essinger, de Jornal do Brasil, el resultado fue «sencillo y eficaz». Mark Millan, de The Daily Vault, comentó que la artista, despojada de artificios y color, ofreció una de sus interpretaciones más «memorables y divertidas hasta la fecha». El editor y periodista Christopher G. Feldman expresó que una de las imágenes «más distintivas» fue la de los tritones nadando en el mar. Según el académico Philip Hayward, «Cherish» motivó una «espectacular reinscripción» de los tritones en los medios audiovisuales. Ignacio D'Amore y Mariano López, de la Enciclopedia Gay (2012), resaltaron la «frescura playera» de las imágenes y comentaron que Ritts convirtió a Madonna en una «fresca seductora de sirenos». Kevin DiLallo y Jack Krumholtz, del libro The Unofficial Gay Manual (1994), lo denominaron un «clásico del porno suave». Peter Shapiro, de The Michigan Daily, lo llamó su vídeo «más descarado» y agregó que los «sirenos» servían como «burlas de una mitología femenina clásica». Ted Gioia, de Salon, lo caracterizó como «sorprendentemente hollywoodense» y aseguró que así era el destino de la mayoría de las populares canciones de amor de la era MTV: «Las letras abrazaban clichés gastados, pero el espectáculo resultaba simplemente irresistible».
| Ritts evitó sabiamente el escollo de intentar superar a los predecesores inmediatos de este vídeo, «Like a Prayer» y «Express Yourself». «Cherish» es una fotografía encantadora y ardiente que cobra vida, al mostrarnos a Madonna recostada en el oleaje. El mayor logro de Ritts aquí fue captar a la perfección el espíritu libre de Madonna. —Reseña de Matthew Rettenmund, autor de la Encyclopedia Madonnica (1995). |

La cinematografía atrajo comentarios favorables por parte de Samuel Murrian y Russell Brown, de las publicaciones Parade y Select, respectivamente. Sandra Muñoz, de Harper's Bazaar, subrayó las imágenes «sensuales» que «impactaron en su momento». En su crítica del recopilatorio The Immaculate Collection, Colin Jacobson, de DVD Movie Guide, elogió la nitidez, los niveles de negro y el contraste. Si bien indicó que presentaba «cierta granulación leve», resultó «bastante atractivo» y «sin duda ofreció los mejores efectos visuales vistos hasta ahora». Mary Gabriel elogió especialmente los tonos cálidos, que «parecen brillar como oro sobre la piel de Madonna», y añadió que el trabajo en blanco y negro de Ritts fue «tan eficaz y con una profundidad tan rica que el vídeo parece estar a color». Mark Lindores, de Classic Pop, señaló que la fotografía de Ritts influyó directamente en la estética que David Fincher utilizó para el vídeo de Madonna de «Vogue» (1990). En el libro Money for Nothing (2007), Saul Austerlitz argumentó que el trabajo del director fue un ejemplo «perfecto» del proceso creativo que caracterizaba sus trabajos, y que las secuencias en blanco y negro y el aire casual de «omnivoridad sexual» hacían que «Cherish» se sintiera como una «sesión fotográfica de Abercrombie & Fitch llevada a la acción real».
En un comentario negativo, Armond White, autor de The Resistance: Ten Years of Pop Culture That Shook the World (1995), consideró que el vídeo fracasó en su intento de «afirmar sexualmente a sus sujetos y al público», al señalar que la idea no funcionó cuando Ritts hizo que Madonna nadara con los tritones. El estudioso Mark D. Hulsether opinó que no ofrecía mucho más que «pop superficial y una estética atractiva, pero trivial, a pesar de la presencia de sus tritones un tanto humorísticos». En su reseña de The Immaculate Collection, Thomas J. Ferraro, en su libro Feeling Italian: The Art of Ethnicity in America (2005), admitió que la estética de Nueva era del videoclip lo dejó «indiferente». Los lectores de Rolling Stone lo eligieron como el quinto peor vídeo del año.
Retrospectivamente, Alex Garner, en un artículo de 2012 para Frontiers LA, mencionó que conoció la obra de Ritts a través del videoclip de «Cherish». Diversas publicaciones lo eligieron como uno de los más destacados y memorables de Madonna, mientras que otras calificaron el look que adoptó para los visuales como uno de los mejores y más icónicos de su carrera. En 2006, figuró en el decimotercer puesto del conteo de los veinticinco mejores vídeos de los últimos veinticinco años, del diario canadiense Calgary Herald. En 2018, Raúl Rustarazo, de la versión en español de InStyle, lo incluyó en su lista de los diez clips «más veraniegos».

### Análisis

#### Influencias y comparaciones
La crítica notó que el vídeo presentaba influencias de la película experimental At Land (1944) de Maya Deren y del filme De aquí a la eternidad (1953), dirigido por Fred Zinnemann y protagonizado por Burt Lancaster, Montgomery Clift y Deborah Kerr. Georges-Claude Guilbert observó que el personaje de Madonna evocaba a Kerr, que, a su vez, ya había sido evocado por David Bowie en «China Girl» (1983). Más aún, si bien indicó que en el videoclip había «menos humor y más preocupación estética», señaló que la cantante se ha visto «definitivamente influida» por Delores DeLago, un personaje de sirena representado por la actriz Bette Midler en muchos de sus espectáculos en vivo. Easlea indicó que «no se sabe si se trata de un De aquí a la eternidad unipersonal o de una película casera muy sensiblera».
Académicos y periodistas compararon la faceta «simple» del videoclip con la de los anteriores sencillos del álbum. La biógrafa Marie Cahill señaló que era más «suave» en comparación con «Express Yourself». En opiniones similares, Robert Matthew-Walker reconoció que no había sido «provocativo» como los predecesores, y Carol Clerk, en Madonna Style (2012), afirmó que era «menos ajetreado y menos serio». La autora Victoria Chow aseguró que era «apto para toda la familia», a diferencia de «Express Yourself», que resultó «totalmente distinto». No tan distante, según los redactores de Rolling Stone, «el alegre vídeo se convirtió en un elemento esencial de MTV, un paseo ligero en la playa después de los controvertidos "Like a Prayer" y "Express Yourself"». Para Mark Graham, de VH1, aunque no tenía un concepto muy elaborado como los dos sencillos anteriores, mostraba el «lado más juguetón de Madonna de una forma que contrastaba perfectamente con su imagen de imán de controversias y críticas».
El profesor David Tetzlaff expresó que trabajos como «Cherish» formaban parte de la fase «Madonna camaleónica», donde se presenta a sí misma en una serie de roles y entornos «en constante cambio, ocasionalmente de manera directa y sin exceso ni vulgaridad». Para Guilbert, había una semejanza entre «Cherish» y «Express Yourself» en el sentido de que la artista expresaba su sensibilidad estética del camp en ambos. La socióloga británica Beverley Skeggs mencionó que, a diferencia de algunos visuales de Madonna en donde habla sobre las experiencias de las mujeres y se dirige directamente a ellas, en otros como «Cherish» también revela que, aunque tiene «poder y control, también le gusta "reírse"». En ese marco, la autora resaltó que la «narrativa visual a menudo se ve interrumpida cuando mira directamente a la cámara, y a través de risas cohibidas, nos obliga a reírnos de la construcción de las imágenes del vídeo». Easlea concluyó que entre «Like a Prayer» y «Cherish» existía una dualidad que representaba los dos lados de su personalidad, el yin y yang.

#### Representación de los tritones

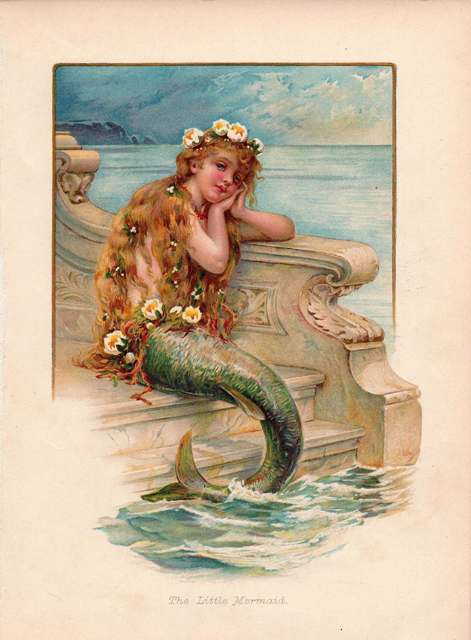
La alusión al cuento La Sirenita de Hans Christian Andersen también fue un tema discutido.

Para el académico Philip Hayward, «Cherish» pertenece a la categoría de «amplificación», término que describe aquellos videoclips que incorporan elementos visuales que no contradicen la letra de la canción, sino que le añaden nuevas capas de sentido. En este caso, la inclusión de tritones aporta un elemento que no se desprende de ninguna lectura de la letra de la canción. Según el autor, el uso de estos seres en el escenario visual resultó «una especie de conmoción» para aquellos familiarizados con las criaturas de la mitología occidental, debido a que, a diferencia de la figura popular de la sirena, su contraparte masculina había sido «en gran medida un espectro, una figura que solo persistía en la memoria histórica». Para el autor, la reaparición de la figura del tritón podía interpretarse como una confirmación más de la «naturaleza ecléctica de la cultura popular contemporánea», o bien como un elemento textual diseñado para atraer a aquellos espectadores «culturalmente privilegiados» que sean capaces de apreciarlo. Concluyó que, independientemente del énfasis cultural que se le atribuya, el uso de la figura del tritón «amplifica de manera significativa la personalidad asertiva de Madonna y ofrece una interacción compleja con los estereotipos sexuales tradicionales».
La académica Cathy Schwichtenberg declaró que, al moverse bajo el agua con «gracia flexible», los tritones simbolizan una reconstrucción femenina de la masculinidad. También observó que no tocan a Madonna ni tampoco captan su mirada a lo largo del vídeo, así como no invaden el espacio que ella ocupa en la orilla, y en su lugar actúan para su propio placer, «zambulléndose y emergiendo del agua cubiertos de guirnaldas de espuma». Mary Gabriel sostuvo que representan la «belleza masculina —tan perfecta como cualquier escultura renacentista o cualquier imagen de Tom of Finland—, así como la maravilla y el poder de la naturaleza. En la era del sida, están sanos. En un tiempo de cruel discriminación, son libres».
La alusión a La Sirenita de Hans Christian Andersen también fue un tema discutido. Sal Cinquemani, de Slant Magazine, sostuvo que el plano final, que revela al niño con las piernas crecidas mirando con desolación a Madonna, quien yace mojada en la arena con la mitad inferior de su cuerpo fuera de cuadro, era una referencia al cuento dado que «renuncia a su voz por un par de piernas y un alma humana», mientras que el personaje de la cantante «parece sacrificar la suya por la libertad del niño». De manera contraria, Guilbert observó que era uno de los tritones quien se convertía en humano y no Madonna en sirena; en su análisis, señaló que, a diferencia de Splash, que cambiaba el cuento de Andersen de una manera «vagamente feminista en la medida en que el hombre seguía a la sirena en el océano», en «Cherish» es Madonna quien invierte la situación de otro modo, dado que «un tritón sigue a una mujer y abandona el océano, [por lo que] se arranca de su entorno original». Prosiguió: «Al igual que la sirena de Andersen, ha modificado sus capacidades respiratorias y ha convertido —por el poder del amor— su cola de pez en un par de piernas para quedarse con Madonna, una humana lo suficientemente adorable, en el sentido más fuerte, como para justificar semejante sacrificio».

#### Roles de género, sexualidad y homoerotismo
Andersen aseguró que Madonna «continuó con su estilo de desafiar las convenciones de género» en el videoclip. Para Sexton, «Cherish» fue un «alboroto de derribo de tabúes y auténtica perversión». Hayward señaló que empleaba recursos visuales asociados a la llamada «mirada masculina escopofílica», descrita por la teórica británica Laura Mulvey (1975), a través de técnicas como la fragmentación del cuerpo femenino o su representación como objeto de deseo. No obstante, algunas escenas del vídeo «interrumpen el sistema visual» característico del cine clásico de Hollywood al incorporar un «modo de dirección visual directa» por parte de la artista hacia el espectador, de modo que altera la lógica tradicional de la mirada. En un análisis similar, Cathy Schwichtenberg expresó que Madonna se entrega libremente al placer sin necesidad de una contraparte masculina, e invita a participar en el «erotismo de un cuerpo mojado», lo que resulta «especialmente importante» para las espectadoras, a quienes se les muestra que pueden tomar el control de su sexualidad y experimentar placer sin la participación directa de un hombre. Más aún, señaló que la representación del placer femenino se 
orquesta alrededor de su mirada directa y afirmativa en primer plano, así como en sus movimientos, ritmos y poses. Para la autora, la manera en que Madonna se dirige y gesticula hacia la cámara «confronta y seduce al espectador/oyente», ya que su cuerpo captura «su éxtasis, su placer en el impacto y la liberación. [...] Ella dirige la cámara, atrayendo su atención hacia sus poses musculares como un juego "femenino" sobre la "masculinidad"». Hayward también identificó la representación de las piernas de una figura masculina de pie sobre Madonna, en una de las últimas tomas del vídeo, como un reflejo de la reimposición del orden patriarcal, luego de una serie de secuencias en las que las identidades de género se presentaban de manera fluida.
El escritor Deb Schwartz apuntó sobre los fetiches en la obra de la cantante, mismos que no se centran en lo heterosexual. En el caso de «Cherish», declaró que sus afectos hacia el niño en el vídeo solo pueden interpretarse como «pedofilia» por aquellas personas que tienen una «imaginación erótica similar». De manera similar, la profesora Judith Peraino enfatizó que la artista exploró una larga lista de transgresiones en sus videoclips, entre ellas la pederastia en «Cherish». Según Carol Vernallis, la forma en que la cámara sigue los cuerpos de los modelos y las interacciones de Madonna con el niño sugiere que el estribillo repetido de cherish puede interpretarse como una expresión de los sentimientos de la protagonista hacia los varones que aparecen en el vídeo. No obstante, la autora también señala que los propios tritones ofrecen una «perspectiva homoerótica» en varias tomas. En un comentario sobre el impacto de Madonna en MTV, el periodista estadounidense Michael Musto indicó que, con la presencia de tritones «juguetones», el vídeo ilustraba la intención de la cantante de subvertir los valores «anticuados y equivocados» del canal al introducir hombres musculosos y atractivos, en beneficio tanto de las mujeres como del público gay masculino. Para Gabriel, el impacto del vídeo para la cultura en general fue introducir imágenes gay a una audiencia de MTV «acostumbrada a mujeres en bikini». Más aún, elogió a la cantante por hacer declaraciones «inolvidables» al presentar a hombres homosexuales y bisexuales «hermosos y talentosos (algunos VIH positivos)». En la misma línea, el académico Alexander Doty lo citó como ejemplo de producciones cinematográficas y musicales que contribuyen a una historia cultural del erotismo gay, al representar cuerpos masculinos a través de características visuales y estéticas asociadas al género del musical, como la coreografía elaborada, la decoración y el vestuario.
Philip Hayward observó un elemento «intrigante» centrado en la naturaleza de la interrelación entre los distintos personajes y las suposiciones necesarias para interpretar dicha conexión. En el caso de Madonna y el niño tritón, son representados en un vínculo «juguetón y afectuoso», que podría interpretarse como el de una madre con su hijo. El autor aclara que, de ser así, y si Madonna es completamente humana en el vídeo, en lugar de ser una sirena transformadora, entonces uno de los tritones podría representar el padre del pequeño. Por su parte, Rettenmund manifestó que ella estaba «muy interesada en los extremos», dado su interés y exploración en el papel de la «prostituta» y en el de «virgen»; en «Cherish», durante las escenas en donde juguetea en la playa, notó que «muestra sus cualidades infantiles, realzadas por otra amistad con el pequeño niño sireno». Schwichtenberg sostuvo que el videoclip reformula de manera simbólica la «narrativa tradicional del "romance familiar"» dentro de un marco de fantasía asociado con una perspectiva femenina, a través de figuras como los tritones y el «niño sirena» andrógino, cuyas identidades ambiguas sustituyen a los personajes de la familia tradicional. Guilbert opinó que el clip podría emplear un subtexto sobre la sexualidad, especialmente en los tritones, y profundizó:

Madonna, inspirando pasión en un tritón, le permite descubrir la sexualidad y perder su inocencia; así que ella sigue siendo fiel a su imagen corruptora. La verdadera sirena es Madonna: corrompe a los hombres; los desvía, los seduce. Los encanta con su voz cantante, como las peligrosas sirenas de los mitos marítimos y de Homero. Una Lorelei de Hollywood, Madonna hace que los hombres caigan al agua.

#### Otras temáticas
Vernallis citó al vídeo como ejemplo de formas narrativas que presentan «destellos dispersos a lo largo de toda la cinta». En este caso, el metraje de la interpretación ocupa una mayor parte del clip, y las secuencias narrativas fragmentadas deben conectarse para reconstruir la historia. También señaló que los videoclips, como el dirigido por Ritts, no necesariamente emplean la edición de continuidad convencional de Hollywood ni narrativas tradicionales, sino que utilizan sus propios ritmos, conceptos y patrones estéticos para atraer y complacer al espectador. Sobre la interacción entre la música y los elementos visuales, destacó la manera en que fue filmado y editado para que los elementos musicales parecieran complementar y reforzar la pista visual. En varias tomas del clip, identificó relaciones cinestésicas entre los movimientos de las figuras y el agua en el campo visual con el impulso de la línea de bajo y el movimiento armónico de la música.
Vernallis dedicó una lectura más minuciosa en un extenso artículo publicado en la revista internacional Popular Music por la editorial Cambridge University Press, en la que se detallan los códigos musicales y visuales en el tiempo. La autora divide el artículo en tres segmentos principales: los componentes individuales del análisis —fluidez, continuidad, contorno, forma, figura, motivo, letra, timbre, textura, armonía y ritmo—; una lectura cronológica de todo el vídeo utilizando dichos componentes; y una discusión sobre raza, género y sexualidad. Vernallis sostiene que estos elementos producen una secuencia audiovisual «altamente coherente, que minimiza cualquier sensación de desconexión entre la imagen y la letra».
En otros análisis, Tetzlaff apuntó cómo en sus vídeos la «Madonna camaleónica» incorpora una serie de «discursos sólidos dirigidos a terrenos culturales controvertidos»; en el caso de «Cherish», observó que añadía actores de diversos orígenes raciales y étnicos y la trama versaba en el «deseo hacia un Otro racial o cultural». Kay Turner, en su libro I Dream of Madonna: Women's Dreams of the Goddess of Pop (1993), observó que muchos de sus visuales se estructuran total o parcialmente a través del sueño o la fantasía, como en «Cherish», que según el autor trataba precisamente de un sueño de Madonna en la playa. Por último, Robert Matthew-Walker apuntó que la artista carga al pequeño en brazos en un intento de apreciar el mundo o bien el futuro. Además, planteó que el niño podría ser realmente ella, aunque al final concluyó que el vídeo deja «casi todo a la imaginación del espectador».

### En la cultura popular
«Cherish» ha servido de inspiración y referencias en la cultura popular. Por ejemplo, en noviembre de 1990 el dúo estadounidense Wartime —integrado por Henry Rollins, exvocalista de la banda Black Flag, y Andrew Weiss, bajista de Rollins Band— realizó una parodia para el videoclip de su canción «The Whole Truth», incluida en el EP Fast Food For Thought. Dirigido por Jesse Dylan, presenta a Rollins improvisando y chapoteando en el agua.
Similitudes de «Cherish» se han visto reflejadas en los visuales de «Love Will Never Do (Without You)» (1990) de Janet Jackson y «Wicked Game» (1991) de Chris Isaak, ambos también dirigidos por Ritts, así como «Where Is the Feeling?» (1995) de Kylie Minogue, «Stars Are Blind» (2006) de Paris Hilton y «Drunk in Love» (2013) de Beyoncé, principalmente por su temática en la playa, la fotografía en blanco y negro y la iluminación solar.
El cantante y compositor Ari Gold rindió homenaje a «Cherish» y al trabajo de Ritts en el vídeo de su sencillo «Wave of You» (2004), dirigido por Guy Guido. En una entrevista, comentó que surgió la idea de filmar uno en blanco y negro en la playa y «sin un gran presupuesto» dada la letra de su canción, por lo que Gold propuso hacer un tributo al fotógrafo, a quien Gold admiraba.
En diciembre de 2016, como parte de la entrega del calendario de Adviento de la revista Love, la modelo estadounidense Ireland Baldwin protagonizó un vídeo artístico en blanco y negro que rindió homenaje a «Cherish». Bajo la dirección del fotógrafo Doug Inglish y con la canción como música de fondo, Ireland corre en una playa en bikini y luego realiza un estriptis antes de sumergirse en el océano.
En julio de 2018, Vincent Flouret, fotógrafo francés especializado en moda, recreó una de las escenas del videoclip en un proyecto visual denominado Maxdonna, protagonizado por su perro Max, un labrador retriever. La colección de imágenes, que también incluyó nuevas versiones de las portadas de los discos y sencillos de la cantante, fue subastada y el dinero recaudado se destinó a la fundación de Madonna Raising Malawi, que busca mejorar la vida de niños huérfanos y vulnerables del país, así como a una organización europea dedicada al rescate de animales.
En un artículo de Harper's Bazaar de junio de 2020, Sandra Muñoz comparó el vídeo de la campaña publicitaria que la hija de Madonna, Lourdes Leon, protagonizó para la firma de moda Miaou, dadas las similitudes con la playa y el vestuario de la modelo. Incluso, en agosto de 2022, algunas escenas del videoclip del primer sencillo de Leon, titulado «Lock&Key», en las que baila sobre el mar y la arena, recibió comparaciones con «Cherish».

## Presentación en vivo

### Producción y sinopsis

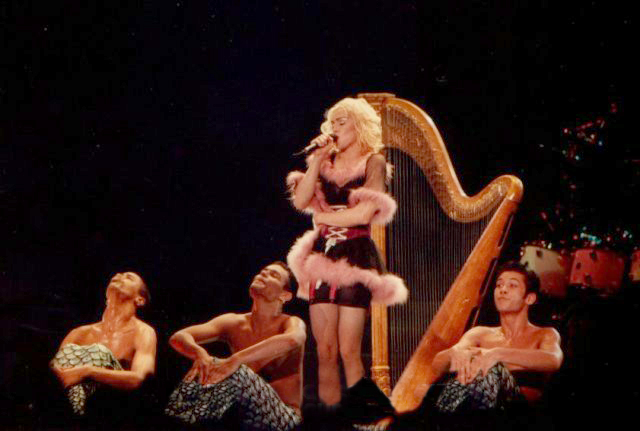
Madonna interpretando «Cherish» en la gira Blond Ambition World Tour (1990). Tres de sus bailarines lucen como tritones en una recreación del videoclip.

Madonna interpretó «Cherish» únicamente en su tercera gira musical, Blond Ambition World Tour, realizada entre abril y agosto de 1990. Era la decimocuarta canción del repertorio —después de «Material Girl» y antes de «Into the Groove»— y formaba parte del cuarto segmento del espectáculo, titulado Art Deco, inspirado en los rascacielos art déco y en las obras de la pintora polaca Tamara de Lempicka. La cantante lució una especie de baby doll, descrito por la autora Carol Clerk como el atuendo «más suave» del espectáculo, que consistió en pantalones cortos de ciclismo diseñados por Jean-Paul Gaultier y un minivestido negro de Marlene Stewart adornado con plumas de «cigüeña africana occidental» denominadas marabú. La actuación recreó la trama del videoclip; en este sentido, tres bailarines personificados como tritones emergían desde debajo del escenario y se agrupaban en torno a una gran arpa, mientras que el escenario adoptaba un entorno «tropical» y «acuático».
Finalizada la actuación de «Material Girl», Madonna y sus coristas descendían de las escaleras iluminadas que se extendían a ambos lados del escenario, mientras que los bailarines aparecían con «llamativas» colas de pez prostéticas azules y el torso descubierto. Luego de saludarlos, comenzaba a cantar la primera estrofa mientras uno de ellos flexionaba su cola verticalmente y los otros dos se mecían. En el estribillo, se arrodillaba y los acariciaba cantándoles directamente, a la vez que sus colas se flexionaban en señal de aprecio. Durante la segunda estrofa, repetían gestos y movimientos corporales similares, antes de pasar al segundo estribillo, donde realizaban una serie de movimientos sincronizados en el suelo. A la mitad del número, Madonna simulaba tocar el arpa como una «hada encantadora» que hipnotizaba a los tritones. Estos se «retorcían» a sus pies, agitaban sus colas al ritmo de la canción y ponían caras graciosas frente a ella y el público. Cerca del final, los movimientos de Madonna se volvían más sugerentes, y por momentos agarraba las colas de los tritones. Finalizada la presentación, una parte del suelo del escenario «parecía hundirse» y daba la ilusión de que los tritones desaparecían en el agua. La actuación se transmitió en vivo en el especial televisivo de HBO Madonna - Live! Blond Ambition World Tour 90, y posteriormente figuró en los videoálbumes Blond Ambition Japan Tour 90, filmado en Yokohama (Japón) en abril de 1990, y Blond Ambition World Tour Live, rodado en Niza (Francia) en agosto de ese mismo año.

### Respuesta
La naturaleza cómica, «divertida» y «extravagante» de la actuación atrajo respuestas favorables de los críticos. La revista Variety la calificó como «entusiasta», y Hans Piët, de Leidse Courant, elogió el sentido del humor de la cantante y la describió como una «maravillosa interpretación». Michael Heatley, editor de The Ultimate Encyclopedia of Rock (1993), la nombró una de las «piezas entretenidas» del espectáculo. Joel Selvin, del San Francisco Chronicle, opinó que Madonna había llevado el espectáculo a un «vibrante clímax» con canciones como «Cherish». Por el contrario, Rettenmund, que describió el segmento en general como «alegre» y «nostálgico», le pareció un número «empalagoso», mientras que el biógrafo Christopher P. Andersen, en una opinión más negativa, lo llamó «bastante soso». En un comentario retrospectivo, Carlton Wilborn, uno de los bailarines de la gira, tampoco quedó conforme con el estilo kitsch y la temática de la presentación y afirmó que «Madonna podía intuir que ese no era un lugar cómodo para mí».
La crítica observó que la presentación simbolizó una redefinición de los roles de género y un cambio en las ideas preconcebidas sobre la sexualidad humana. Así lo planteó la autora Nicole Claro, quien opinó que Madonna y sus bailarines ofrecieron un «característico cambio de roles de género», así como Georges-Claude Guilbert, quien sintió que la artista «desexualizaba» a los bailarines al representarlos como tritones «con la mitad de sus cuerpos atrapados en una cola de pez». En la misma línea, Quinn Roberts, de Los Angeles Review of Books, señaló que la cantante «eliminaba el falo por completo» al obtener «el poder masculino de una fuente no familiar». Además, subrayó que «codificó a los tritones como homosexuales, pero los bailarines se alzaron en el aire, levantando sus colas de pez en poses erectas y angulares».
El académico Philip Hayward argumentó que la actuación mostraba una «clara difuminación de los roles de género», en especial en aquellas ocasiones en las que la artista levantaba la cola de uno de los tritones y empujaba sus caderas contra su parte trasera, que el autor consideró una «imitación de penetración sexual». Hayward concluyó que tales representaciones del cuerpo masculino formaban parte de un patrón en la obra de Madonna de ese periodo que «desestabilizaban las nociones fijas de género y de heterosexualidad normativa». Por último, Beverley Skeggs declaró que, «en la mejor tradición irónica», la artista permite a las mujeres «reírse y socavar momentáneamente a aquellos que [las] controlan». La socióloga citó como ejemplo a los tritones de la presentación, así como del videoclip, que «obligan» a las mujeres a «reírse de su absurdidad».

## Versiones de otros artistas y uso en los medios
En los primeros días de su carrera musical a finales de la década de 1980, la cantante canadiense Alanis Morissette solía interpretar «Cherish» en desfiles de moda y eventos benéficos realizados en Ottawa. Para su primer disco como solista The Stonewall Celebration Concert, publicado en junio de 1994, el cantante y compositor brasileño Renato Russo grabó una versión acústica de «Cherish», que fue promocionada en las radios nacionales. La prensa nacional resaltó su interpretación y el uso de la guitarra como instrumento principal. El autor Arthur Dapieve expresó que Russo transformó la «ridícula "Cherish" en una obra maestra». En 2000, el brasileño Sylvio de Oliveira grabó una versión con influencias del bossa nova, funk y samba para el álbum Outra Música, publicado por la editorial 2AB Editora, que además incluyó reinterpretaciones de otras canciones de la cantante. El músico utilizó una cita de la canción «Águas de Março» (1974), del compositor Tom Jobim y la cantante Elis Regina, como música incidental para «Cherish». Aunque afirmó que no era fanático de la artista, el disco surgió como parte de un proyecto de espectáculos para un espacio cultural carioca, donde se interpretaban temas de íconos femeninos de la música. Oliveira presentó en vivo la canción, así como el resto de Outra Música, a finales de marzo de 2000 en un espectáculo realizado en la discoteca W de Ipanema, bajo la dirección de la actriz Elisa Lucinda, y más tarde en el Hipódromo Up de Río de Janeiro a principios de agosto de ese mismo año.
Marianna Leporace, también oriunda de Brasil, la cantó para el disco recopilatorio Pop Acústico 2, lanzado en 2003 por el sello Deckdisc, y al año siguiente la vocalista y pianista filipina Isha la grabó para su material de música clásica Time and Again. La cantante y compositora japonesa Lisa, quien nombró a Madonna un «modelo a seguir», la versionó en mayo de 2005 para su tercer álbum de estudio, Melody Circus, que además contenía reinterpretaciones acústicas de otras canciones de los años 1980. Una interpretación en vivo del tema, realizada por la actriz brasileña Marjorie Estiano, figuró en el DVD Marjorie Estiano e Banda Ao Vivo (2005). Johnny Loftus, de AllMusic, comentó que la versión instrumental de «Cherish» del saxofonista Bennett Carl —en el álbum A Smooth Sax Tribute to Madonna's Greatest Hits (2005)— ofrecía un «encanto cursi de música de ascensor». En 2007, el grupo The Prayers grabó el tema en un estilo indie rock para el disco homenaje Through the Wilderness, puesto a la venta por la compañía Manimal Vinyl. Stephen M. Deusner, de Pitchfork, resaltó la «alegría entusiasta», pero Brock Thiessen, de Exclaim!, lo consideró uno de los «momentos bajos» del material. Scott Lapatine, de Stereogum, la calificó como la undécima mejor versión indie rock de Madonna. En 2008, el grupo Peppermint Creeps grabó una versión de glam metal para su álbum de estudio Cover Up, que también incluyó reinterpretaciones de otros artistas, mientras que las agrupaciones filipinas The Serenadas y MYMP —abreviatura de Make Your Momma Proud— lo hicieron para sus discos Bossa Meets Madonna y MYMP Now, respectivamente.

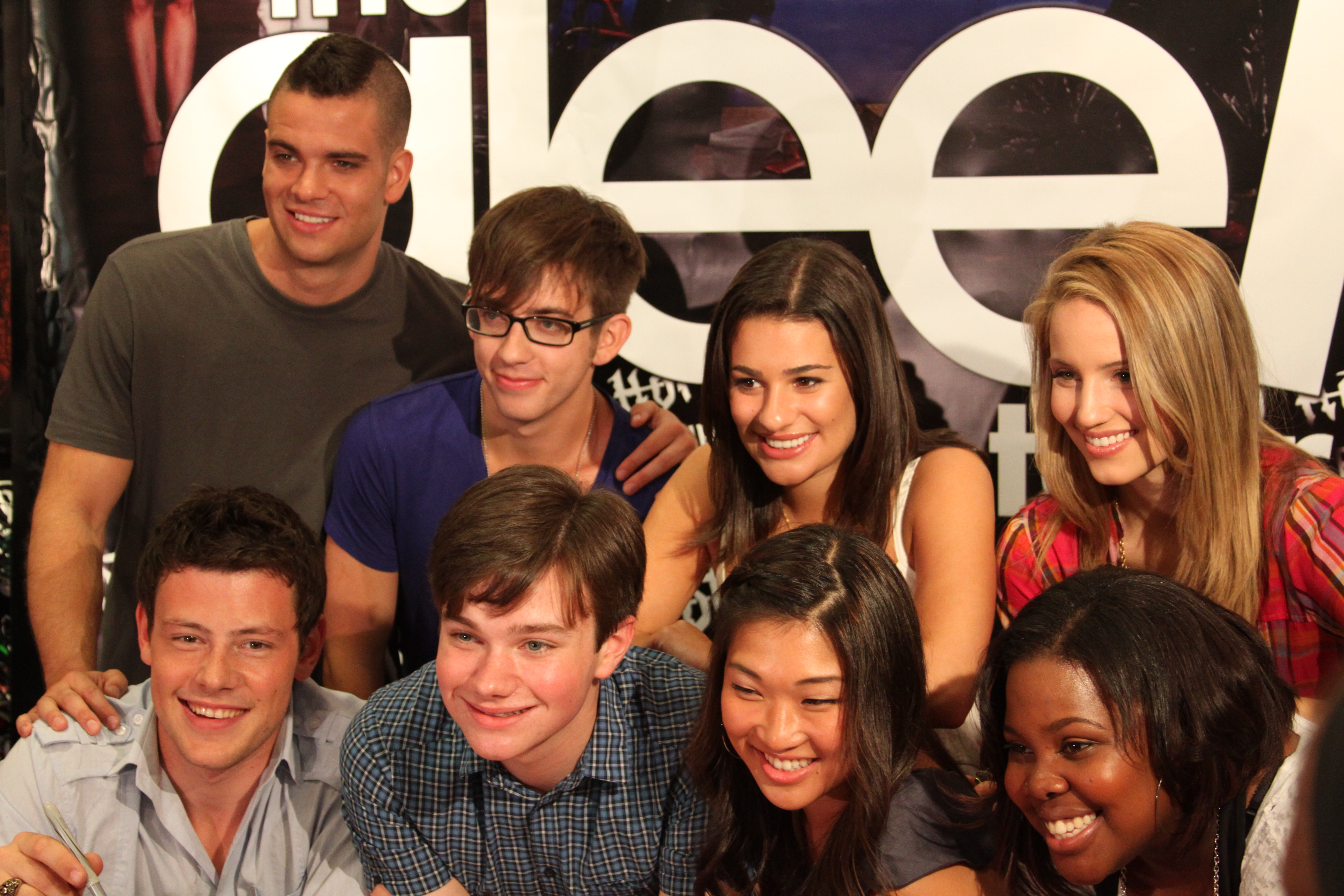
La canción fue interpretada como un mashup con «Cherish» de The Association en «Heart», el decimotercer episodio de la tercera temporada de la serie de televisión estadounidense Glee.

Fue interpretada como un mashup con «Cherish» de The Association en «Heart», el decimotercer episodio de la tercera temporada de la serie de televisión estadounidense Glee, emitido el 14 de febrero de 2012 en la cadena Fox. En el capítulo, los personajes Quinn (Dianna Agron), Mercedes (Amber Riley), Sam (Chord Overstreet) y Joe (Samuel Larsen) integran un grupo llamado McKinley's God Squad y dedican el mashup de «Cherish» a Santana (Naya Rivera) y Brittany (Heather Morris) durante una celebración del Día de San Valentín. Las voces de Overstreet y Larsen se armonizan con los versos de The Association, mientras que las de Agron y Riley se complementan con los de Madonna. Tras el final de la canción, Santana y Brittany comparten su primer «beso real» en la pista de baile ante los aplausos de sus compañeros. En general, la crítica aprobó la combinación de ambos temas. Joseph Brannigan Lynch, de Entertainment Weekly, elogió la voz de Agron y le otorgó una «B», mientras que Jen Chaney, de The Washington Post, le concedió una «B+» y lo describió como un número «alegre y dulce». Scott Shetler, de PopCrush, prefirió escuchar más del «contagioso éxito pop» de Madonna, «ya que parece que cada vez que el popurrí empieza a despegar con su estribillo, vuelve a la balada de antaño» de The Association. Por último, Kyra Clarke, en Affective Sexual Pedagogies in Film and Television (2017), observó que la mezcla de las canciones reflejaba tanto los momentos no correspondidos en la relación de ambos personajes como su estabilidad actual, y subraya la importancia de «atesorar los momentos y experiencias, con la esperanza de que ese placer perdure». La versión figuró en el recopilatorio Glee: The Music - The Complete Season Three, puesto a la venta a finales de agosto de 2012.
Otros artistas que versionaron el tema para álbumes tributo a la cantante incluyen a la cantante Sheela para Reggae Madonna (1994); Nut Barz para The Material Girl y la Spectrum Orchestra para The Music of Madonna, ambos de 1999; la banda Loop Guru para los recopilatorios Virgin Voices (2000) y Like a Virgin (2004); las orquestas Starsound, Evening Star y The Klone para Plays the Hits Made Famous by Madonna (2001), Madonna: The Ultimate Tribute (2002) y Her Greatest Hits: The Ultimate Madonna Tribute (2003), respectivamente; The Hit Crew para Rock-A-Bye: Madonna (2005); Studio 99 para The Music of Madonna (2006); la banda homenaje Material Girls para A Tribute to Madonna (2010), el Romantic Jazz Trio, conformado por el pianista John DiMartino, el bajista Boris Kozlov y el baterista Mike Clark, para Forbidden Love - Tribute to Madonna (2012); y 8OS para Volume 1 (2016). Asimismo, se destacan el pianista brasileño Judson Mancebo, quien produjo una canción de cuna de «Cherish» para el álbum Babies Love Madonna de 2011, publicado en Australia por el sello ABC Music, y el conjunto japonés Relaxing Piano Crew, cuya versión apareció en el disco Madonna: Best of (Piano Covers) en septiembre de 2015.
«Cherish» apareció en la película independiente My Own Private Idaho (1991) —protagonizada por Keanu Reeves— en una escena «pseudo-documental» en la que jóvenes proxenetas callejeros discuten sobre su oficio. En agosto de 1998, una empresa italiana, cuyo nombre no se especificó en las fuentes, anunció el lanzamiento en el país de una línea de ropa interior femenina bajo el nombre de Cherish. Según reportes de la prensa, la artista expresó su descontento no solo por el hecho de que la empresa utilizara el nombre de su canción, sino también por el uso de la melodía en uno de los anuncios publicitarios sin su autorización. Si bien confirmó el lanzamiento del producto con ese título, la compañía negó que se tratara de una referencia al tema de la artista. Un extracto de la canción se escuchó en el quinto episodio de la primera temporada de la telecomedia británica de la BBC Peter Kay's Car Share, estrenado en mayo de 2015.

## Lista de canciones y formatos
| 7" / Casete / Mini CD (Japón) |                  |          |  |
| N.º                           | Título           | Duración |  |
| 1.                            | «Cherish» (Fade) | 4:03     |  |
| 2.                            | «Supernatural»   | 5:12     |  |

| 7"  |                               |          |  |
| N.º | Título                        | Duración |  |
| 1.  | «Cherish» (versión del álbum) | 5:03     |  |
| 2.  | «Supernatural»                | 5:12     |  |

| 7", CD promocional (EE. UU.) |                            |          |  |
| N.º                          | Título                     | Duración |  |
| 1.                           | «Cherish» (Fade)           | 4:03     |  |
| 2.                           | «Cherish» (versión del LP) | 5:03     |  |

| 12" |                               |          |  |
| N.º | Título                        | Duración |  |
| 1.  | «Cherish» (versión extendida) | 6:18     |  |
| 2.  | «Cherish» (Fade)              | 4:03     |  |
| 3.  | «Supernatural»                | 5:12     |  |

| Mini CD (Europa) |                               |          |  |
| N.º              | Título                        | Duración |  |
| 1.               | «Cherish» (7")                | 4:04     |  |
| 2.               | «Cherish» (versión extendida) | 6:14     |  |
| 3.               | «Supernatural»                | 5:12     |  |

## Posicionamiento en listas
| País/Continente   | Lista (1989)                    | Posición más alta |
| ----------------- | ------------------------------- | ----------------- |
| Alemania          | Offizielle Deutsche Charts      | 16                |
| Australia         | ARIA                            | 4                 |
| Austria           | Ö3 Austria Top 40               | 16                |
| Bélgica (Flandes) | Ultratop 50 Singles             | 7                 |
| Canadá            | RPM Top Singles                 | 1                 |
| Canadá            | RPM Adult Contemporary          | 1                 |
| Canadá            | RPM Retail Singles              | 6                 |
| Canadá            | The Record                      | 11                |
| Chile             | UPI                             | 9                 |
| Ecuador           | UPI                             | 3                 |
| España            | AFYVE                           | 10                |
| Estados Unidos    | Billboard Hot 100               | 2                 |
| Estados Unidos    | Adult Contemporary              | 1                 |
| Estados Unidos    | Hot 100 Singles Sales           | 2                 |
| Estados Unidos    | Hot 100 Airplay                 | 2                 |
| Estados Unidos    | Top 40/Dance                    | 6                 |
| Estados Unidos    | Cash Box Top 100 Pop Singles    | 1                 |
| Estados Unidos    | Gavin Report Top 40             | 1                 |
| Estados Unidos    | Gavin Report Adult Contemporary | 1                 |
| Estados Unidos    | Hitmakers Mainstream Top 40     | 3                 |
| Estados Unidos    | Hitmakers Urban Top 40          | 4                 |
| Estados Unidos    | Hits Top 50 Singles             | 2                 |
| Estados Unidos    | Observer Reporter The Hit List  | 10                |
| Estados Unidos    | R&R CHR                         | 1                 |
| Estados Unidos    | R&R Adult Contemporary          | 1                 |
| Estados Unidos    | The R&B Report R&B Video Chart  | 3                 |
| Europa            | Eurochart Hot 100 Singles       | 5                 |
| Europa            | European Airplay Top 50         | 1                 |
| Finlandia         | Suomen virallinen lista         | 19                |
| Francia           | SNEP                            | 21                |
| Irlanda           | IRMA                            | 2                 |
| Islandia          | RÚV                             | 15                |
| Italia            | Musica e dischi                 | 3                 |
| Noruega           | VG-lista                        | 10                |
| Nueva Zelanda     | RMNZ                            | 5                 |
| Países Bajos      | Dutch Top 40                    | 15                |
| Países Bajos      | Single Top 100                  | 13                |
| Paraguay          | EFE                             | 5                 |
| Polonia           | LP3                             | 7                 |
| Portugal          | AFP                             | 3                 |
| Reino Unido       | UK Singles Chart                | 3                 |
| Suiza             | Schweizer Hitparade             | 10                |

| País/Continente   | Lista (1989)                    | Posición |
| ----------------- | ------------------------------- | -------- |
| Australia         | ARIA                            | 47       |
| Bélgica (Flandes) | Ultratop 50 Singles             | 84       |
| Canadá            | RPM Top Singles                 | 9        |
| Estados Unidos    | Adult Contemporary              | 31       |
| Estados Unidos    | Billboard Hot 100               | 59       |
| Estados Unidos    | Cash Box Top 100 Pop Singles    | 31       |
| Estados Unidos    | Gavin Report Top 40             | 23       |
| Estados Unidos    | Gavin Report Adult Contemporary | 18       |
| Estados Unidos    | R&R CHR                         | 24       |
| Estados Unidos    | R&R Adult Contemporary          | 30       |
| Europa            | Eurochart Hot 100 Singles       | 54       |
| Europa            | European Airplay Top 50         | 13       |
| Polonia           | LP3                             | 53       |
| Reino Unido       | UK Singles Chart                | 90       |

## Certificaciones y ventas
| País (organismo certificador) | Certificación | Unidades certificadas/Ventas |
| ----------------------------- | ------------- | ---------------------------- |
| Australia (ARIA)              | Oro           | 35 000                       |
| Reino Unido                   | —             | 200 000                      |

## Créditos y personal

### Dirección
- Grabación en Johnny Yuma Recording (Burbank).
- Mezcla en Smoke Tree Studios (Chatsworth).
- Masterización en Masterdisk (Nueva York).

### Personal
- Madonna: voz, composición, producción
- Patrick Leonard: composición, producción
- Niki Haris: coros
- Donna De Lory: coros
- Marilyn Martin: coros
- Bill Bottrell: ingeniería, mezcla
- James Guthrie: mezcla (versión extendida de «Cherish» y «Supernatural»)
- Bob Ludwig: masterización
- Herb Ritts: fotografía
- Jeri Heiden: diseño

Créditos adaptados de las notas del vinilo de 12" de «Cherish» y del álbum Like a Prayer.

### En español
- D'Amore, Ignacio; López, Mariano (2012). Enciclopedia Gay. Argentina: Penguin Random House Grupo Editorial. ISBN 9789500737968.
- Falconi, Francesco (2017). Loco por Madonna. La Reina del Pop. Babelcube Inc. ISBN 150717795X.
- Flores, Txelu (2022). Nada nos va a parar ahora. España: Punto Rojo Libros. ISBN 978-84-18990-16-8.
- Viñuela, Eduardo, ed. (2018). Bitch She's Madonna: La reina del pop en la cultura contemporánea. Dos Bigotes. ISBN 978-84-947963-3-3.

### En inglés
- Andersen, Christopher (1991). Madonna, unauthorized. Simon & Schuster. ISBN 0-671-73532-2.
- Andrews, Marc (2022). Madonna Song by Song. Fonthill Media LLC. ISBN 978-1-78155-844-7.
- Austerlitz, Saul (2007). Money for Nothing: A History of the Music Video, from the Beatles to the White Stripes. Continuum Publications. ISBN 0-8264-1818-X.
- Beebe, Roger; Middleton, Jason, eds. (2007). Medium Cool: Music Videos from Soundies to Cellphones. Duke University Press. ISBN 978-0-8223-4139-0.
- Bego, Mark (2000). Madonna: Blonde Ambition. Cooper Square Press. ISBN 0-8154-1051-4.
- Briggs, Joseph J. (2003). From Roberta Flack to Boy George: Last Fantastic Albums Ever Made. 1st Book Library. ISBN 1-4107-0915-9.
- Burns, Lori A.; Hawkins, Stan, eds. (2019). The Bloomsbury Handbook of Popular Music Video Analysis. Bloomsbury Publishing. ISBN 978-1-5013-4233-2.
- Burt, Richard, ed. (2002). Shakespeare After Mass Media. Palgrave. ISBN 0-312-29453-0.
- Burt, Richard, ed. (2007). Shakespeares After Shakespeare: An Encyclopedia of the Bard in Mass Media and Popular Culture 1. Greenwood Press. ISBN 978-0-313-33116-9.
- Cahill, Marie (1991). Madonna. Gallery Books. ISBN 0-8317-5705-1.
- Cantin, Paul (1997). Alanis Morissette: You Oughta Know. Stoddart. ISBN 0-7737-5871-2.
- Chow, Victoria (2004). Madonna. Bookmart Limited. ISBN 1-904756-12-3.
- Churchward, Charles (2010). Herb Ritts: The Golden Hour: A Photographer's Life and His World. Rizzoli. ISBN 978-0-8478-3472-3.
- Clarke, Kyla (2017). Affective Sexual Pedagogies in Film and Television. Routledge. ISBN 978-1-138-12049-5.
- Claro, Nicole (2000). Madonna. Chelsea House Publishers. ISBN 0-7910-2330-3.
- Clayton, Marie (2010). Madonna: The Illustrated Biography. Trans Atlantic Press. ISBN 978-1-907176-19-7.
- Clerk, Carol; Appel, Stacey (2012). Madonna Style. Omnibus Press. ISBN 978-1-78038-152-7.
- Creekmur, Corey K.; Doty, Alexander, eds. (1995). Out in Culture: Gay, Lesbian and Queer Essays on Popular Culture. Duke University Press. ISBN 0-304-33488-X.
- Dickerson, James (1998). Women On Top: The Quiet Revolution That's Rocking the American Music Industry. Billboard Books. ISBN 0-8230-8489-2.
- DiLallo, Kevin; Krumholtz, Jack (1994). The Unofficial Gay Manual: Living the Lifestyle (Or at Least Appearing To). Main Street Books. ISBN 0-385-47445-8.
- Dimery, Robert, ed. (2005). 1001 Albums You Must Hear Before You Die. Cassell Illustrated. ISBN 1-84403-392-9.
- Dimery, Robert, ed. (2013). 1001 Songs You Must Hear Before You Die. Cassell Illustrated. ISBN 978-1-84403-736-0.
- Downey, Pat; Albert, George; Hoffmann, Frank (1994). Cash Box Pop Singles Charts 1950-1993. Libraries Unlimited. ISBN 1-56308-316-7.
- Easlea, Daryl; Fiegel, Eddi (2012). Madonna: Blond Ambition. Backbeat Books. ISBN 978-1-61713-034-2.
- Feldman, Christopher G. (2000). The Billboard Book of Number 2 Singles. Billboard Books. ISBN 0-8230-7695-4.
- Ferraro, Thomas J. (2005). Feeling Italian: The Art of Ethnicity in America. New York University Press. ISBN 0-8147-2730-1.
- Forbes, Bruce David; Mahan, Jeffrey H., eds. (2005). Religion and Popular Culture in America: Revised Edition. University of California Press. ISBN 978-0-520-24689-8.
- Fouz-Hernández, Santiago; Jarman-Ivens, Freya, eds. (2004). Madonna's Drowned Worlds: New Approaches to Her Cultural Transformations, 1983-2003. Ashgate Publishing Limited. ISBN 0-7546-3371-3.
- Gabriel, Mary (2023). Madonna: A Rebel Life. Hachette Book Group. ISBN 978-0-316-45644-9.
- Goodwin, Andrew (1992). Dancing in the Distraction Factory: Music Television and Popular Culture. University of Minnesota Press. ISBN 978-0-8166-8429-8.
- Guilbert, Georges-Claude (2002). Madonna as Postmodern Myth. McFarland & Company. ISBN 0-7864-1408-1.
- Guinness World Records (1999). The Guinness Book of Records. Bantam Books. ISBN 0-553-58075-2.
- Gulick, Rebecca (1993). Madonna: Portrait of a Material Girl. Bison Books Ltd. ISBN 1-56138-236-1.
- Harrison, Thomas (2011). Music of the 1980s. Greenwood Publishing Group. ISBN 978-0-313-36599-7.
- Hayward, Philip (2017). Making a Splash: Mermaids (and Mermen) in 20th and 21st Century Audiovisual Media. Indiana University Press. ISBN 978-0-86196-724-7.
- Heatley, Michael, ed. (1993). The Ultimate Encyclopedia of Rock: The World's Most Comprehensive Illustrated Rock Reference. Harper Perennial. ISBN 0-06-271576-3.
- Hoye, Jacob, ed. (2003). 100 Greatest Albums. Pocket Books. ISBN 978-1-59530-162-8.
- Inglis, Ian, ed. (2003). Popular Music and Film. Wallflower Press. ISBN 1 -903364-7 1-X.
- James, David (1991). Madonna, Her Complete Story: An Unauthorized Story. Publications International, Ltd. ISBN 0-451-82240-4.
- Kellner, Douglas (1995). Media Culture: Cultural Studies, Identity, and Politics Between the Modern and the Postmodern. Routledge. ISBN 0-415-10569-2.
- King, Norman (1991). Madonna: The Book. William Morrow and Company. ISBN 0-688-10389-8.
- Larkin, Colin (1998). All Time Top 1000 Albums. Virgin Books. ISBN 0-7535-0258-5.
- Lloyd, Frank (1993). Deconstructing Madonna. B. T. Batsford Ltd. ISBN 0-7134-7402-5.
- Lull, James, ed. (1992). Popular Music and Communication (2.ª edición). Sage Publications. ISBN 0-8039-3916-7.
- Martineau, Paul (2012). Herb Ritts: L.A. Style. J. Paul Getty Trust. ISBN 978-1-60606-100-8.
- Matthew-Walker, Robert (1991). Madonna: The Biography. Pan Books. ISBN 0-330-31482-3.
- Metz, Allen; Benson, Carol (1999). The Madonna Companion: Two Decades of Commentary. Schirmer Books. ISBN 0-02-864972-9.
- Morgan, Michelle (2015). Madonna. Londres: Robinson. ISBN 978-1-47211-886-8.
- O'Brien, Lucy (2007). Madonna: Like an Icon. HarperCollins. ISBN 0-06-089896-8.
- O'Dair, Barbara, ed. (1997). Trouble Girls: The Rolling Stone Book of Women in Rock. Random House. ISBN 0-679-76874-2.
- Oreck, Sharon (2010). Video Slut. Faber & Faber. ISBN 978-0-86547-986-9.
- Pendle, Karin, ed. (2001). Women & Music: A History (2.ª edición). Indiana University Press. ISBN 0-253-21422-X.
- Peraino, Judith Ann (2006). Listening to the Sirens: Musical Technologies of Queer Identity from Homer to Hedwig. University of California Press. ISBN 0-520-21587-7.
- Pollock, Bruce (2005). The Rock Song Index: The 7500 Most Important Songs for the Rock and Roll Era (2.ª edición). Routledge. ISBN 0-415-97073-3.
- Raha, Maria (2005). Cinderella's Big Score: Women of the Punk and Indie Underground. Basic Books. ISBN 1580051162.
- Rettenmund, Matthew (1995). Encyclopedia Madonnica. St. Martin's Press. ISBN 0-312-11782-5.
- Robinson, Thomas (2017). Popular Music Theory and Analysis: A Research and Information Guide. Routledge. ISBN 978-1-138-20632-8.
- Rolling Stone Press (1997). Madonna: The Rolling Stone Files. Hyperion. ISBN 0-7868-8154-2.
- Rooksby, Rikky (2004). The Complete Guide to the Music of Madonna. Omnibus Press. ISBN 978-0-7119-9883-4.
- ————— (2006). Lyrics: Writing Better Words for Your Songs. Backbeat Books. ISBN 0-87930-885-0.
- Schwichtenberg, Cathy, ed. (1993). The Madonna Connection: Representational Politics, Subcultural Identities, and Cultural Theory. Westview Press. ISBN 0-8133-1396-1.
- Sexton, Adam, ed. (1993). Desperately Seeking Madonna: In Search of the Meaning of the World's Most Famous Woman. Delta Books. ISBN 0-385-30688-1.
- Sorrentino, Janet T., ed. (2004). «Washington College Review: A Liberal Arts Journal». Washington Journal Review (O'Neill Literary House Press) XII.
- Sutherland, Bryony; Ellis, Lucy (2002). Kylie: Showgirl : the Unofficial Biography!. Omnibus Press. ISBN 0-7119-9294-0.
- Taraborrelli, J. Randy (2002). Madonna: An Intimate Biography. Berkley Books. ISBN 0-425-18669-5.
- Turner, Kay (1993). I Dream of Madonna: Women's Dreams of the Goddess of Pop. Collins Publishers San Francisco. ISBN 978-0002552578.
- Vernallis, Carol (2004). Experiencing Music Video: Aesthetics and Cultural Context. Columbia University Press. ISBN 0-231-11798-1.
- Vernallis, Carol; Herzog, Amy; Richardson, John, eds. (2013). The Oxford Handbook of Sound and Image in Digital Media. Oxford University Press. ISBN 978-0-19-975764-0.
- Vicari, Justin (2012). The Gus Van Sant Touch: A Thematic Study--Drugstore Cowboy, Milk and Beyond. McFarland & Company. ISBN 978-0-7864-7183-6.
- Victor, Barbara (2001). Goddess. Cliff Street Books. ISBN 0-06-019930-X.
- Voller, Debbi (1990). Madonna: The Illustrated Biography. Omnibus Press. ISBN 0-7119-2185-7.
- Wasserstein, Stephen; Freeland, David, eds. (2004). Baker's Biographical Dictionary of Popular Musicians Since 1990 2. Schirmer. ISBN 0-02-865799-3.
- Weber, Louis, ed. (2007). The Extraordinary Book of Lists: A Colossal Collection of Fascinating Facts and Intriguing Information. West Side Publishing. ISBN 978-1-4127-1420-4.
- White, Armond (1995). The Resistance: Ten Years of Pop Culture That Shook the World. The Overlook Press. ISBN 0-87951-586-4.
- Winfree, Martin (2024). Capsule Overviews of Favorite Albums: Reflections from Sixty Years of Collecting Records. Xlibris Corporation. ISBN 979-8-3694-2487-2.
- Zollo, Paul (1991). Songwriters on Songwriting. Writer's Digest Books. ISBN 0-89879-451-X.

### En otros idiomas
- Alanen, Antti (1992). Sähköiset unet: Musiikkivideot : miten taiteesta tuli pop (en finés). Helsinki: Valtion painatuskeskus. ISBN 9513708373.
- Dapieve, Arthur (1995). Brock: o rock brasileiro dos anos 80 (en portugués). Editora 34. ISBN 85-7326-008-4.
- Pennanen, Timo (2021). Sisältää hitin (PDF) (en finés). Otava. ISBN 978-952-7460-01-6.

### Lectura complementaria
- Vernallis, Carol (mayo de 1998). «The Aesthetics of Music Video: An Analysis of Madonna's 'Cherish'» (PDF). Popular Music (en inglés) (Cambridge University Press) 17 (2): 153-185. Archivado desde el original el 10 de agosto de 2017. Consultado el 5 de abril de 2025.